# Liste der größten Städte der Welt (historisch)
Die Liste der größten Städte der Welt (historisch) bietet einen Überblick über die Einwohnerzahl der größten städtischen Agglomerationen der Welt zu einem bestimmten Zeitpunkt in der Geschichte. Die Städte sind mit ihrem Namen in der jeweiligen Epoche aufgeführt. Angegeben ist auch das zeitgenössische Staatsgebilde, in dem die Stadt zum Zeitpunkt der Statistik lag.
Anzumerken ist, dass es sich bei den Zahlen meist um Schätzungen einzelner Forscher handelt, die unter Umständen auch extrem variieren können.

## Größte Städte der Welt um das Jahr 100
Im Jahr 100 stand das Römische Reich auf dem Höhepunkt seiner Entwicklung. Römische Städte, vor allem solche im östlichen Mittelmeerraum, dominieren deshalb auch diese Liste.
Andere Großmächte dieser Zeit waren die Han-Dynastie in China, das nordindische Kuschanreich und das Partherreich in Persien, deren Hauptstädte ebenfalls vertreten sind.

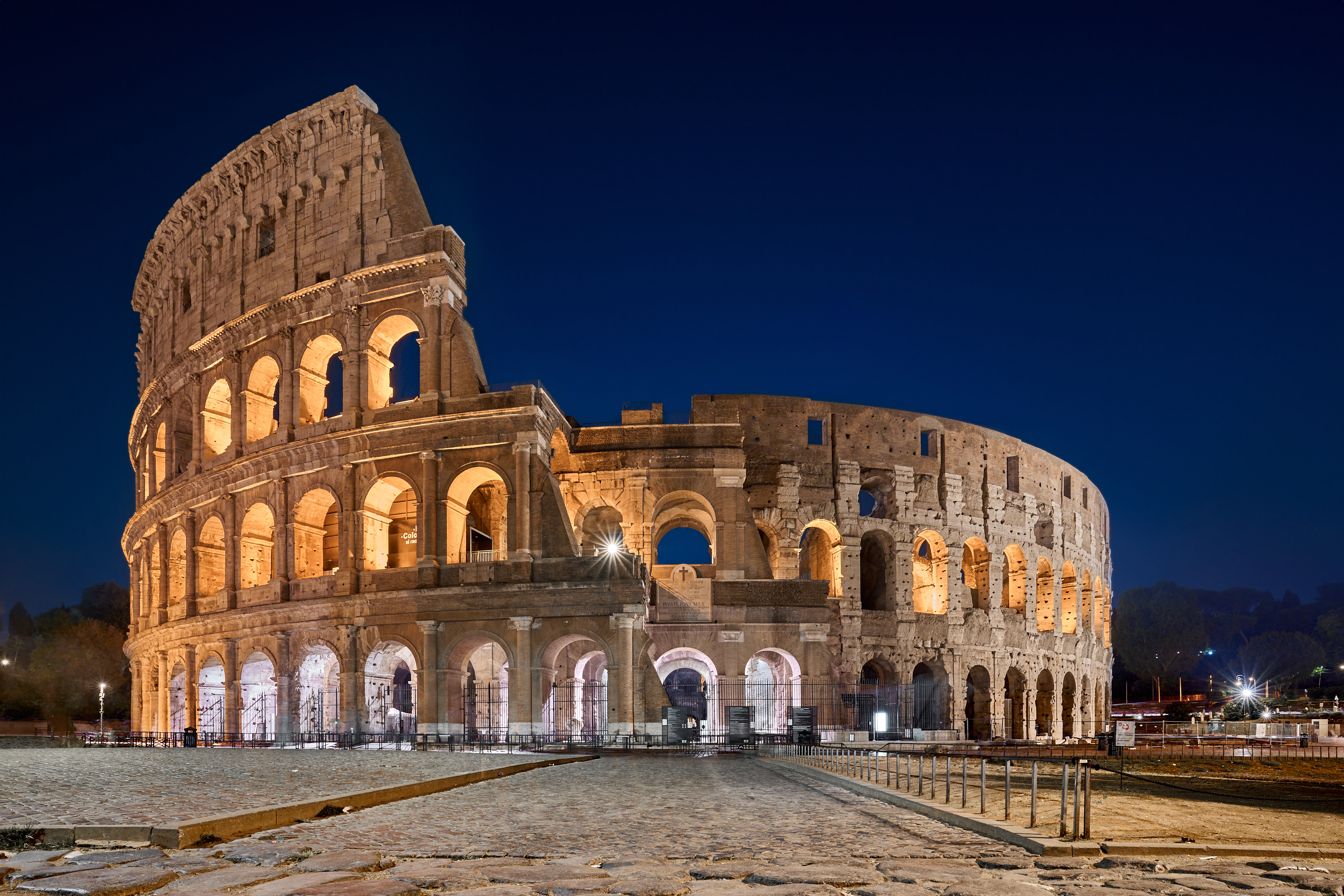
Das Amphitheatrum Flavium (72–80) in Rom, besser bekannt als Kolosseum, war der größte Theaterbau des Römischen Reichs.
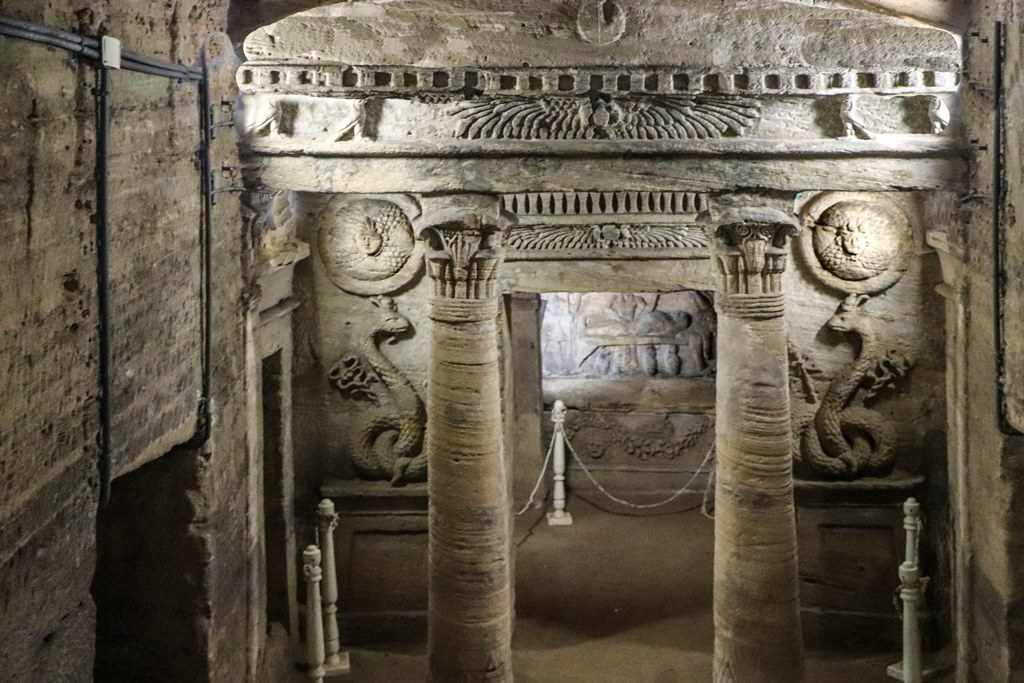
Die im 2. Jh. angelegten Katakomben von Kom El Shoqafa gehörten zur Westlichen Nekropole von Alexandria.
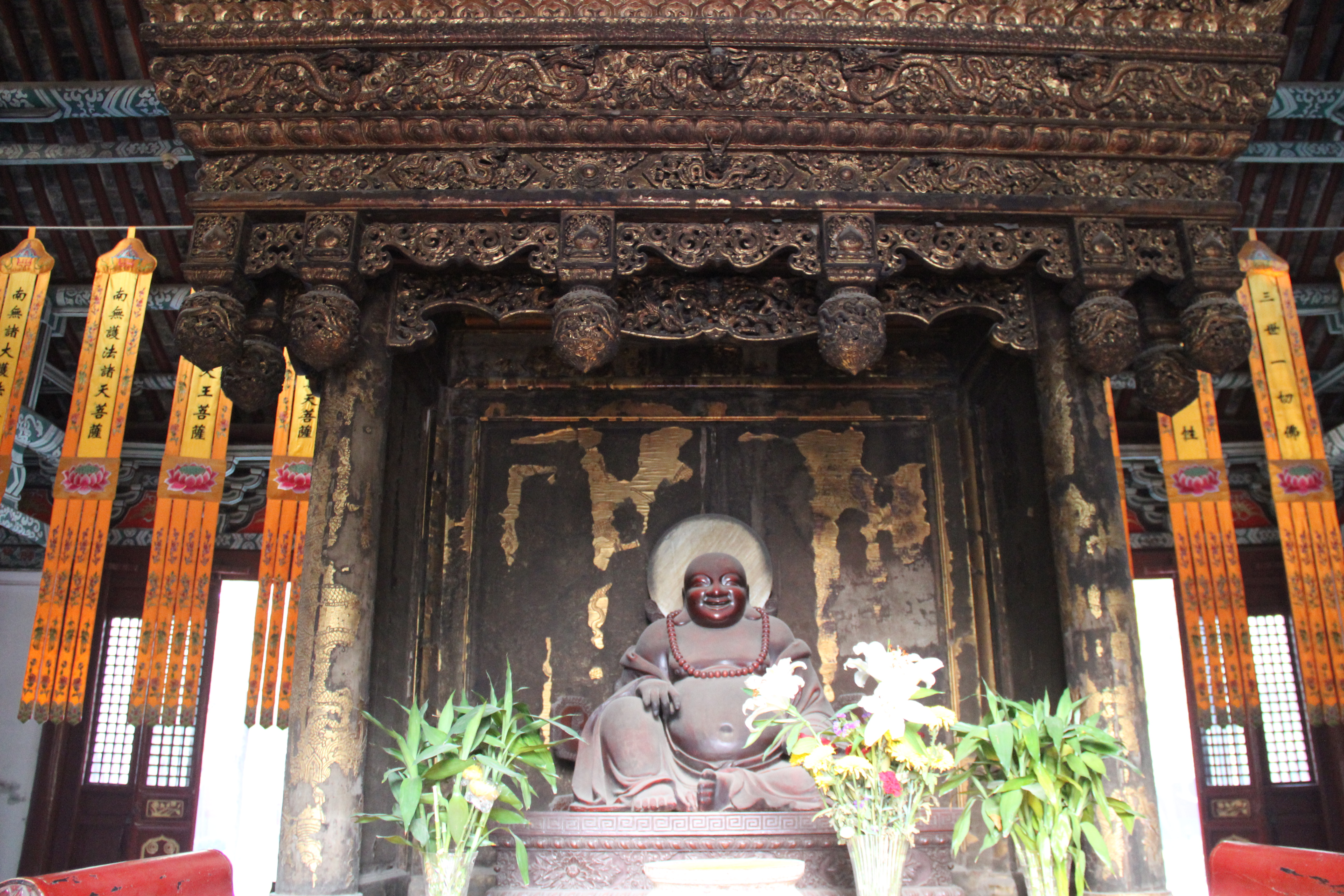
Der 68 n. Chr. in der kaiserlichen Hauptstadt Luoyang gegründete Tempel des weißen Pferdes war der erste buddhistische Sakralbau Chinas.
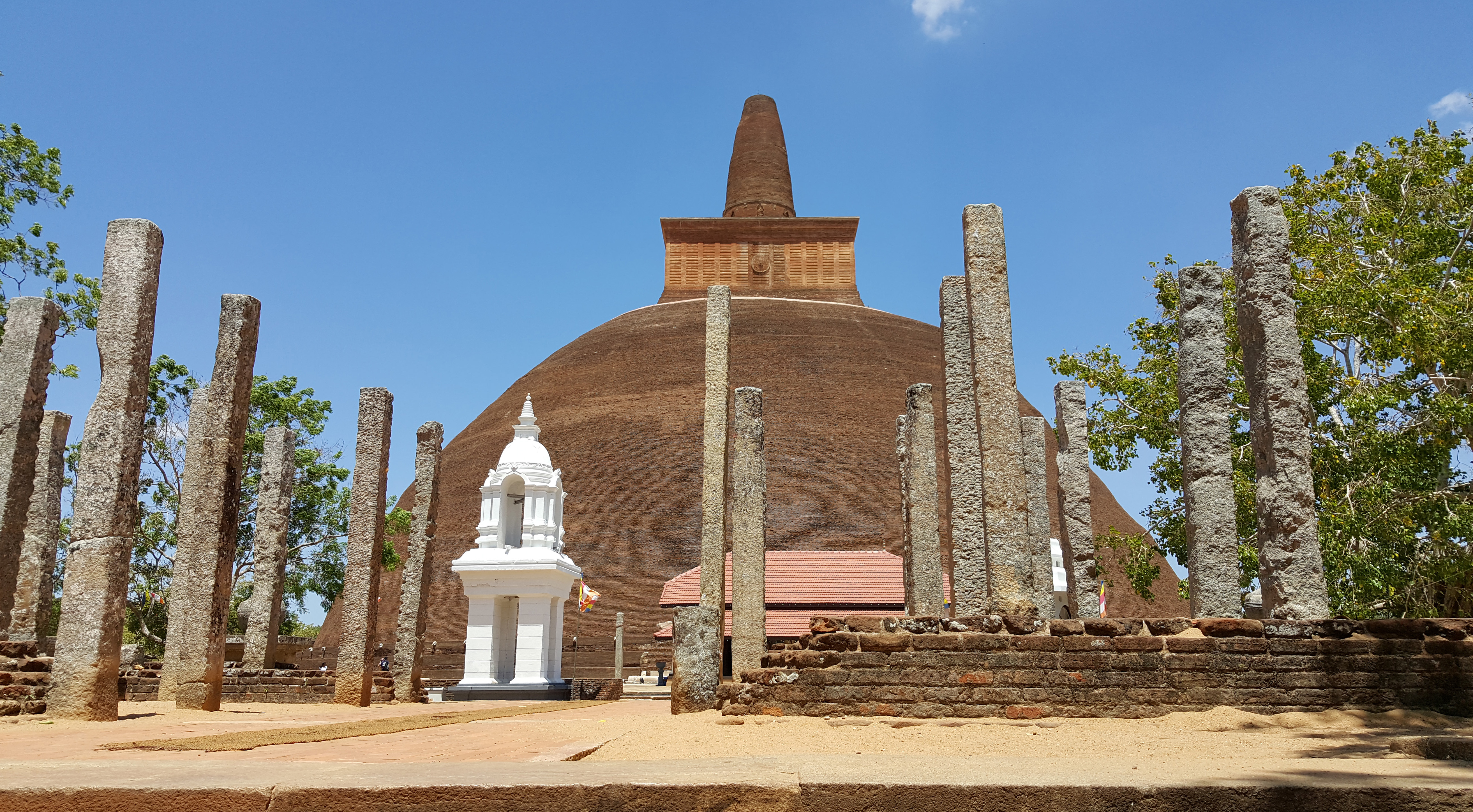
Das Abhayagiri-Kloster in Anuradhapura mit seiner 114–136 errichteten Stupa gehörte zu den wichtigsten Zentren buddhistischer Gelehrsamkeit.

| Rang                                                                             | Stadt                                                  | Gebiet (zeitgen.)          | Staat (heute)                     | Einwohner         | Anmerkungen |
| -------------------------------------------------------------------------------- | ------------------------------------------------------ | -------------------------- | --------------------------------- | ----------------- | --- |
| 1.                                                                               | Rom (Roma)                                             | Römisches Reich (Italia)   | Italien (Latium)                  | 1.000.000 400.000 | Hauptstadt des Römischen Reichs, etwa seit der Zeitenwende größte Stadt der Welt. |
| 2.                                                                               | Alexandria Ἀλεξάνδρεια (al-Iskandariyya)               | Römisches Reich (Aegyptus) | Ägypten                           | 600.000 500.000   | Seit 30 v. Chr. römisch, etwa bis dahin die größte Stadt der Welt. 115 im Diasporaaufstand schwer zerstört. |
| 3.                                                                               | Antiochia Ἀντιόχεια (Antakya)                          | Römisches Reich (Syria)    | Türkei                            | 500.000 330.000   | Die größte Stadt Westasiens, eines der frühesten Zentren des Christentums, wurde im Jahr 115 durch ein Erdbeben schwer zerstört. |
| 4.                                                                               | Luoyang 洛陽市                                         | Östliche Han-Dynastie      | Volksrepublik China (Henan)       | 420.000 400.000   | Seit 25 n. Chr. Hauptstadt von China. 190 im Zuge eines Militärputsches um den General Dong Zhuo niedergebrannt und weitgehend zerstört. Der Regierungssitz wurde anschließend nach Chang’an verlegt. Im Jahr 68 wurde in Luoyang der erste buddhistische Tempel Chinas gegründet, um 100 das Papier erfunden. |
| 5.                                                                               | Ktesiphon und Seleukia 𐭲𐭩𐭮𐭯𐭥𐭭 / Σελεύκεια (Al-Mada'in) | Iran (Partherreich)        | Irak                              | 300.000           | Ktesiphon war die Hauptstadt des Partherreichs (Persien). Seleukia, die ehemalige Hauptstadt des griechisch geprägten Seleukidenreichs, direkt gegenüber auf dem anderen Ufer des Tigris gelegen, befand sich bereits im Niedergang.                                                                           |
| 6.                                                                               | Karthago                                               | Römisches Reich (Africa)   | Tunesien                          | 300.000 250.000   | 29 v. Chr. durch Augustus wiedergegründet. |
| 7.                                                                               | Korinth Κόρινθος Colonia Laus Iulia Corinthiensis      | Römisches Reich (Achaea)   | Griechenland                      | 250.000           | Hauptstadt der Provinz Achäa. |
| 8.                                                                               | Ephesos Ἔφεσος (Selçuk)                                | Römisches Reich (Asia)     | Türkei                            | 200.000           | Hauptstadt der Provinz Asia. |
| 9.                                                                               | Sirsukh (Taxila)                                       | Kuschana (Gandhara)        | Pakistan (Punjab)                 | 150.000           | Die zuvor parthische Stadt Sirkap (Taxila) wurde um 79 vom Kuschanreich erobert. Die neuen Herrscher errichteten in der Nähe die neue Stadt Sirsukh. |
| 10.                                                                              | Anuradhapura                                           | Königreich Anuradhapura    | Sri Lanka                         | 130.000           | Das singhalesische Königreich Anuradhapura bestand von 437 v. Chr. bis 1017. |
| 11.                                                                              | Smyrna Σμύρνη (Izmir)                                  | Römisches Reich (Asia)     | Türkei                            | 125.000           | Mit Smyrna, Ephesos und Pergamon konkurrierten drei bedeutende Großstädte um die Vorherrschaft in der Provinz Asia. |
| 12.                                                                              | Athen Ἀθῆναι Athenae                                   | Römisches Reich (Achaea)   | Griechenland                      | 120.000           | Der Höhepunkt des römischen Athen war im 2. Jahrhundert unter Kaiser Hadrian. |
| 12.                                                                              | Puruṣapura (Peschawar)                                 | Kuschana                   | Pakistan (Chaibar Pachtunchwa)    | 120.000           | Hauptstadt des Kuschanreichs ab 127. |
| Folgende weitere Städte hatten damals – je nach Quelle – etwa 100.000 Einwohner: |                                                        |                            |                                   |                   | |
|                                                                                  | Pergamum Πέργαμον (Bergama)                            | Römisches Reich (Asia)     | Türkei                            | 100.000           | Im folgenden 2. Jh. starkes Wachstum zur größten Stadt von Asia vor Ephesos und Smyrna. |
|                                                                                  | Apameia Απάμεια (Qal'at al-Mudiq)                      | Römisches Reich (Syria)    | Syrien                            | 100.000           | Flussaufwärts von Antiochia am Orontes am Fuße einer uralten Zitadelle gelegen. Die im 2. Jh. erbaute, 1600 m lange Säulenstraße war bis zur Zerstörung durch Islamisten 2012 sehr gut erhalten. |
|                                                                                  | Merw (Baýramaly)                                       | Iran (Partherreich)        | Turkmenistan                      | 100.000           | Uralte Handelsmetropole an der Seidenstraße, Zentrum der historischen Region Margiana. |
|                                                                                  | Pataliputra पाटलिपुत्र (Patna)                             |                            | Indien (Bihar)                    | 100.000           | Als Hauptstadt des damaligen Maurya-Reichs im 2. Jh. v. Chr. die größte Stadt der Welt, später (ab 320) Hauptstadt des Gupta-Reichs. |
|                                                                                  | Vaishali                                               |                            | Indien (Bihar)                    | 100.000           | |
|                                                                                  | Chang’an 長安 (Xi’an)                                  | Östliche Han-Dynastie      | Volksrepublik China (Shaanxi)     | 100.000           | Chang'an, im 1. Jh. v. Chr. eine der größten Metropolen der Erde, wurde 23 n. Chr. in einem Bürgerkrieg völlig zerstört und verlor 25 die Hauptstadtfunktion von Han-China an Luoyang. 190 geschah Ähnliches, aber umgekehrt.                                                                                  |
|                                                                                  | Capua (Santa Maria Capua Vetere)                       | Römisches Reich (Italia)   | Italien (Kampanien)               | 100.000           | Größte Stadt Kampaniens. |
|                                                                                  | Caesarea Maritima (Qeisarjah)                          | Römisches Reich (Judäa)    | Israel                            | 100.000           | Hauptstadt von Judäa. Jerusalem war im Jüdischen Krieg im Jahr 70 zerstört und entvölkert worden. Etwa 1/3 der Bevölkerung der Provinz starb im Krieg. |
|                                                                                  | Aquileia                                               | Römisches Reich (Italia)   | Italien (Friaul-Julisch Venetien) | 100.000           | Hafenstadt und Handelsmetropole, Tor nach Mitteleuropa. |

## Größte Städte der Welt um das Jahr 500
Das 5. Jahrhundert stand in Westeuropa im Zeichen des Niedergangs des Weströmischen Reichs und mit ihm der städtischen Kultur. Die nachfolgenden germanisch-christlichen Königreiche waren wesentlich weniger urban, die römischen Städte wurden aufgegeben oder schrumpften auf wenige Prozent ihrer früheren Größe.
Die östliche Hälfte des Reichs kam erheblich besser durch die Krise, die noch recht junge Hauptstadt Konstantinopel wuchs sogar zur größten Stadt der Welt heran. Auch die älteren Metropolen Alexandria und Antiochia blieben bedeutende Zentren der christlichen Welt.
Trotz instabiler politischer Lage wuchsen auch viele chinesische Städte zu erstaunlicher Größe heran. Und Amerika besaß mit der Metropole Teotihuacán erstmals eine der größten Städte des Planeten.

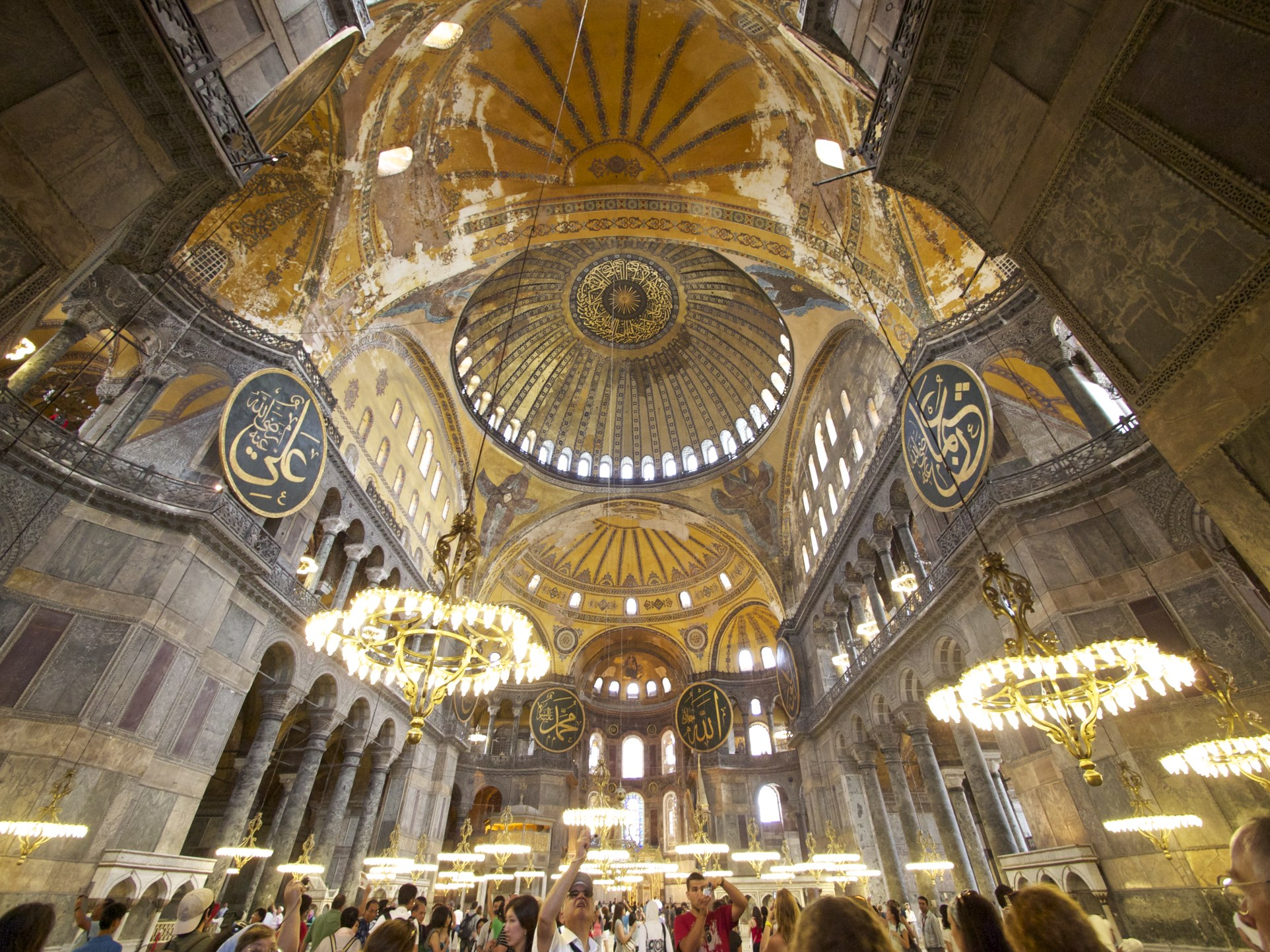
Die Hagia Sophia (532–537) in Konstantinopel war über 1000 Jahre lang die größte Kirche der Welt.
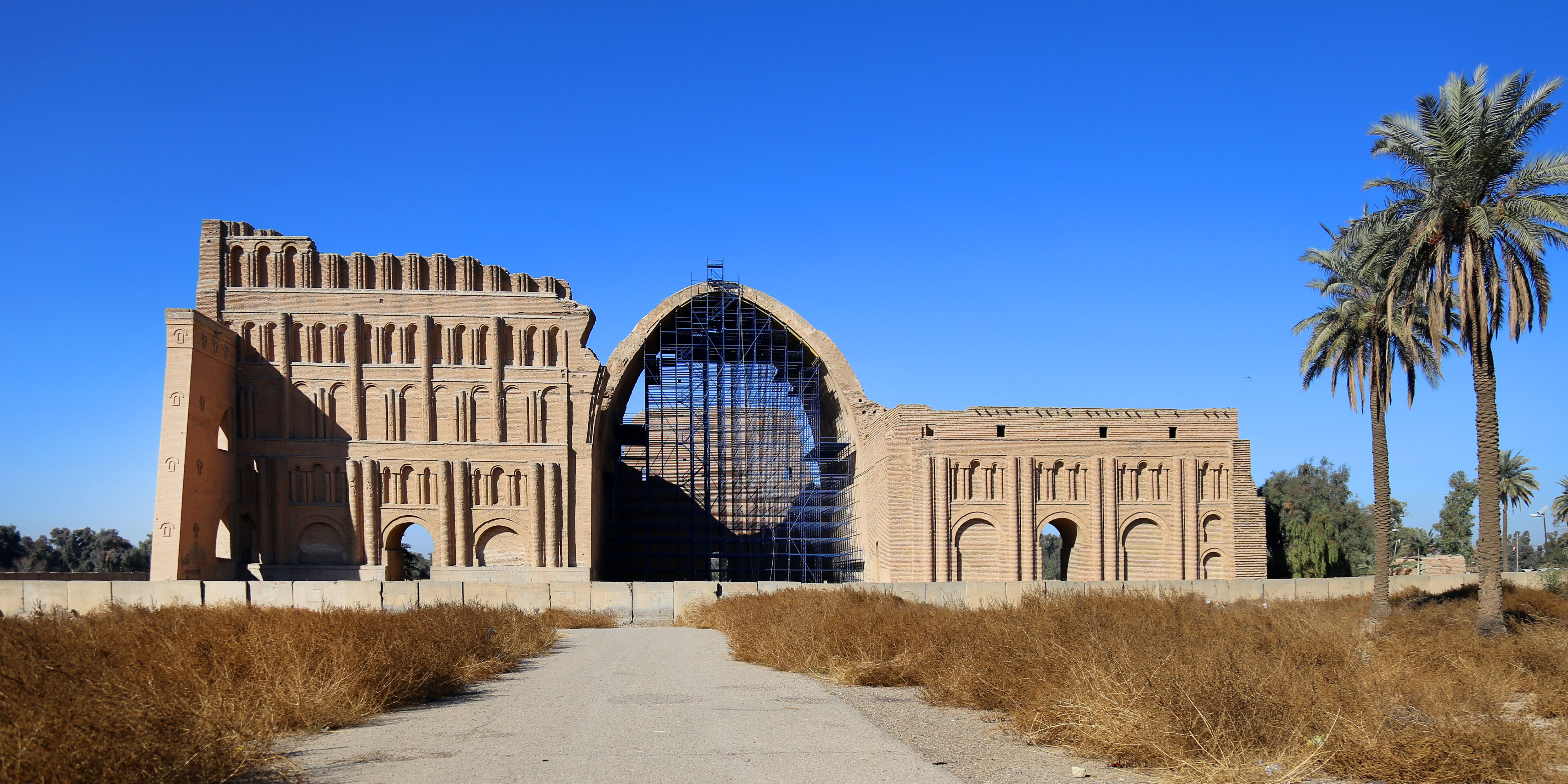
Der Taq-e Kisra, Palast von Kaiser Chosrau II. (ab 531) in der persischen Hauptstadt Ktesiphon.
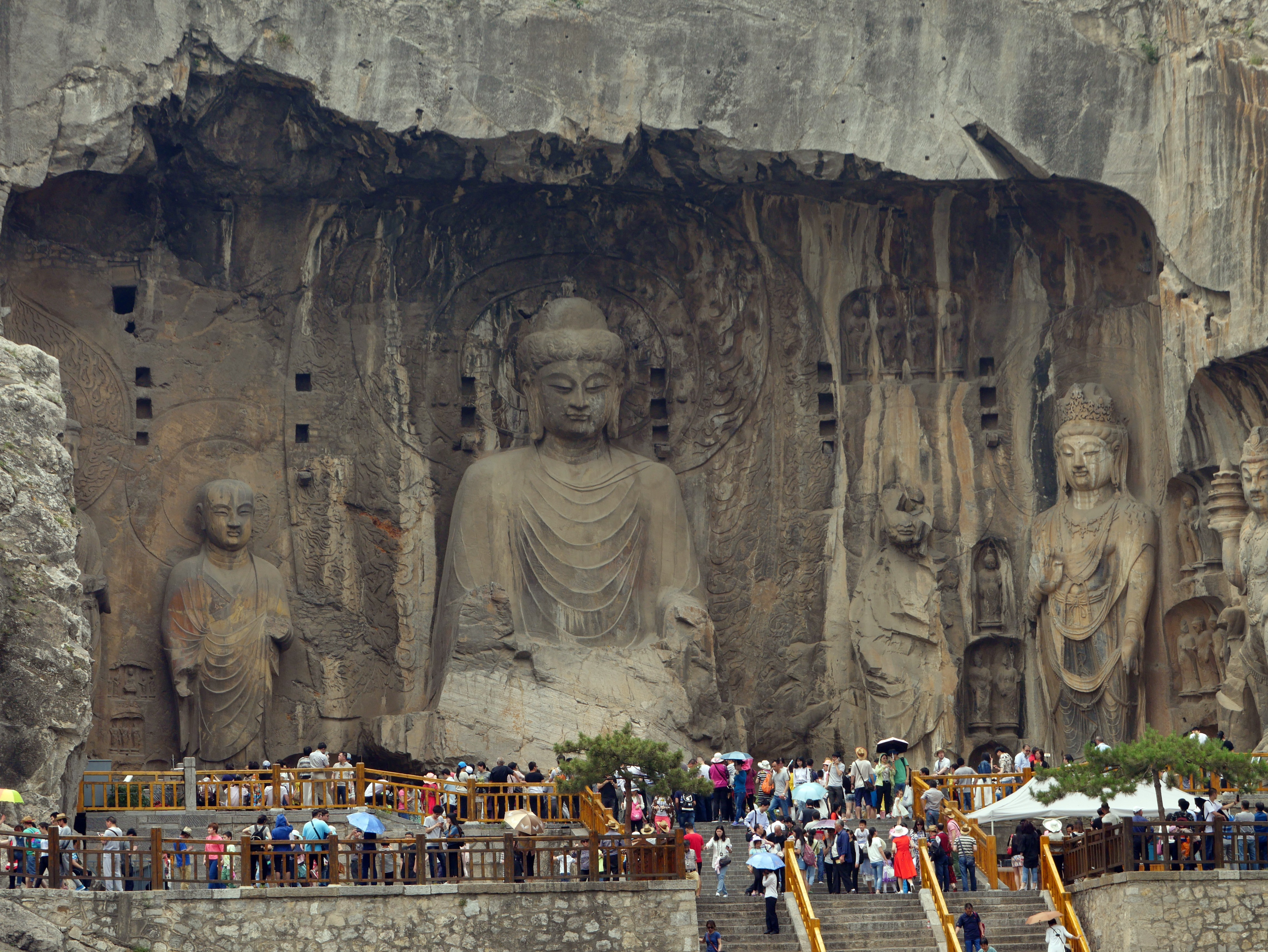
Die 493 begonnenen Longmen-Grotten in der chinesischen Hauptstadt Luoyang enthalten über 100.000 Buddhastatuen.
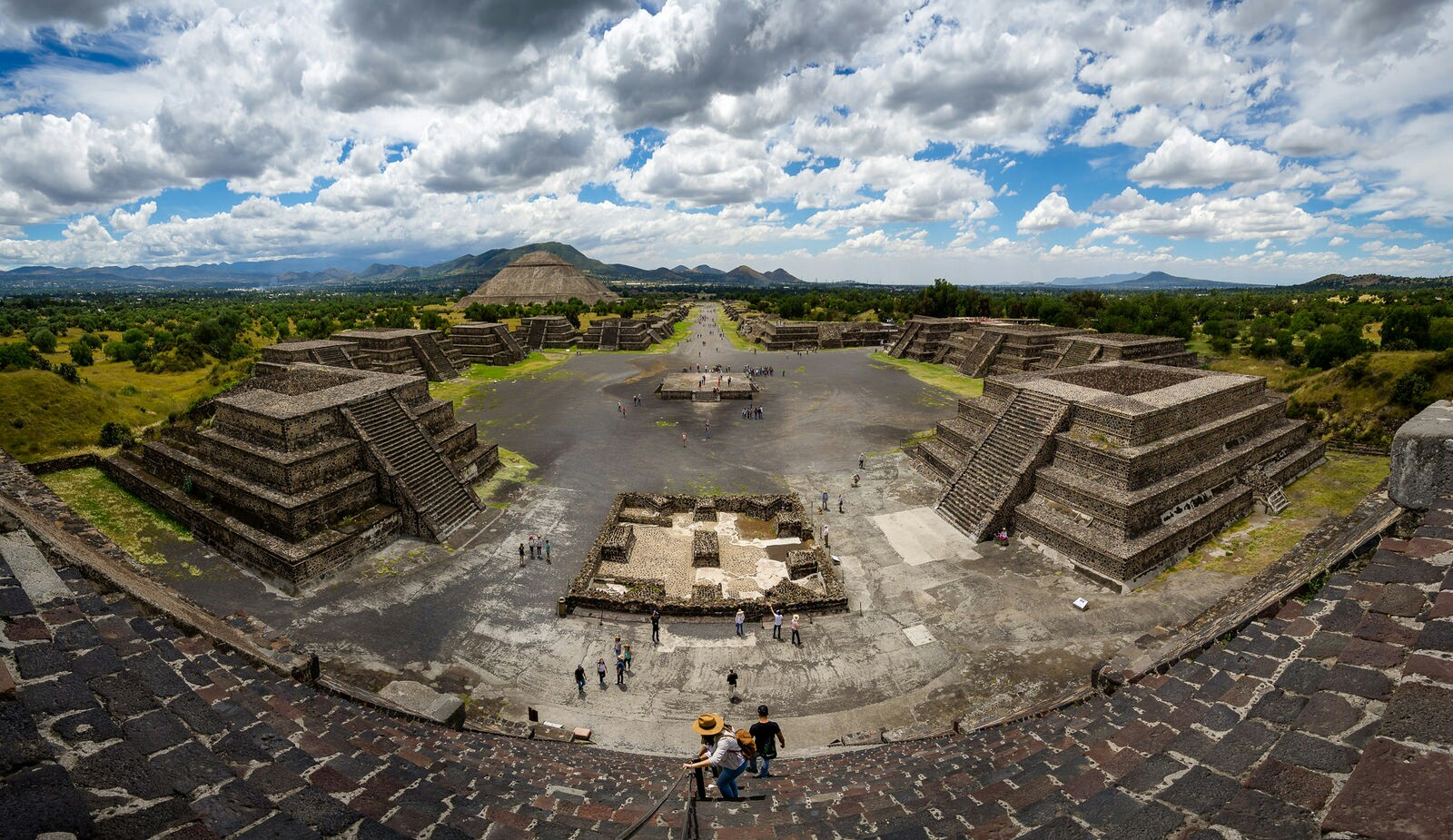
Die „Straße der Toten“ in Teotihuacán. Die größte Stadt Amerikas stand um 500 auf ihrem Höhepunkt.

| Rang                                                                             | Stadt                            | Gebiet (zeitgen.)                              | Staat (heute)                 | Einwohner               | Anmerkungen |
| -------------------------------------------------------------------------------- | -------------------------------- | ---------------------------------------------- | ----------------------------- | ----------------------- | --- |
| 1.                                                                               | Konstantinopel Κωνσταντινούπολις | Oströmisches Reich                             | Türkei                        | 500.000 450.000 400.000 | Hauptstadt des Römischen Reichs. Im folgenden 6. Jahrhundert erreichte die Stadt unter Kaiser Justinian I. eine ihrer wichtigsten Blütezeiten, aber durch Pest und Aufstände auch erhebliche Rückschläge.                              |
| 2.                                                                               | Tīsfūn 𐭲𐭩𐭮𐭯𐭥𐭭 (Ktesiphon)        | Iran (Sassanidenreich)                         | Irak                          | 400.000                 | Hauptstadt des vorislamischen Persien bis zur arabischen Eroberung 637. |
| 3.                                                                               | Luoyang 洛阳                     | Nördliche Wei-Dynastie                         | Volksrepublik China (Henan)   | 500.000 200.000         | Wichtigstes Machtzentrum im Norden des in Einzelstaaten zerfallenen China. Luoyang wuchs im 6. Jh. auf 600.000 Einwohner. |
| 4.                                                                               | Jiankang 建康 (Nanjing)          | Südliche Qi-Dynastie                           | Volksrepublik China (Jiangsu) | 500.000 150.000         | Hauptstadt diverser südchinesischer Reiche von 420 bis 589. |
| 5.                                                                               | Antiochia Ἀντιόχεια (Antakya)    | Oströmisches Reich (Orientis/Syria Prima)      | Türkei                        | 250.000 150.000         | Die Weltstadt Antiochia verlor im folgenden 6. Jh. durch zahlreiche schwere Erdbeben sowie die Eroberung durch die Perser ihre Bedeutung (und Bevölkerung) fast vollständig. Die Stadt erholte sich nie wieder von diesen Ereignissen. |
| 6.                                                                               | Pingcheng 平城 (Datong)          | Nördliche Wei-Dynastie                         | Volksrepublik China (Shanxi)  | 200.000                 | Hauptstadt von Wei bis zur Übersiedlung nach Luoyang 494. |
| 7.                                                                               | Handan 邯鄲                      |                                                | Volksrepublik China (Hebei)   | 200.000                 | |
| 8.                                                                               | Alexandria Ἀλεξάνδρεια           | Oströmisches Reich (Aegypti/Aegyptus)          | Ägypten                       | 200.000 100.000         | Wichtiges Zentrum des Christentums und Sitz eines Patriarchen, allerdings seit 451 zunehmend im Konflikt mit der Reichskirche. |
| 9.                                                                               | Teotihuacán                      | Teotihuacán                                    | Mexiko (México)               | 150.000 125.000         | Die mit Abstand größte Stadt Amerikas (Schätzungen gehen bis 200.000 Einwohner) umfasste eine Fläche von 20 km². Ab etwa 650 kam es zu einem bis heute unerklärlichen dramatischen Niedergang.                                         |
| Folgende weitere Städte hatten damals – je nach Quelle – etwa 100.000 Einwohner: |                                  |                                                |                               |                         | |
|                                                                                  | Oxhuitza (Caracol)               | Oxhuitza                                       | Belize                        | 115.000 100.000         | Der Maya-Stadtstaat Oxhuitza hatte seinen Höhepunkt zwischen dem 5. und dem 9. Jahrhundert. |
|                                                                                  | Merw                             | Iran (Sassanidenreich)                         | Turkmenistan                  | 100.000                 | Handelsmetropole an der Seidenstraße, wichtiges Zentrum des Zoroastrismus und des nestorianischen Christentums. 651 letzter Zufluchtsort des persischen Kaisers vor der arabischen Eroberung.                                          |
|                                                                                  | Chang’an 長安 (Xi’an)            | Nördliche Wei-Dynastie                         | Volksrepublik China (Shaanxi) | 100.000                 | Nach der Spaltung von Wei 535 wurde Chang'an Hauptstadt des Westteils. 582 wurde es Hauptstadt des wiedervereinigten Chinas der Sui-Dynastie.                                                                                          |
|                                                                                  | Tikal                            | Tikal                                          | Guatemala                     | 100.000                 | Der Maya-Stadtstaat Tikal erreichte nach der Eroberung zahlreicher Nachbarstädte im 5. Jh. den Höhepunkt seiner Macht. |
|                                                                                  | Ephesos Ἔφεσος                   | Oströmisches Reich (Dioecesis Asiana/Asia)     | Türkei                        | 100.000                 | Hauptstadt der Diözese und der Provinz Asia, Ort des Konzils von Ephesos 431. Im folgenden Jahrhundert wurde hier die größte byzantinische Kirche außerhalb Konstantinopels errichtet, die Johannesbasilika.                           |
|                                                                                  | Karthago                         | Vandalenreich                                  | Tunesien                      | 100.000                 | Karthago war von 439 bis 534 Hauptstadt des germanischen Vandalenreichs. |
|                                                                                  | Madurai மதுரை                      | Pandya                                         | Indien (Tamil Nadu)           | 100.000                 | Hauptstadt des tamilischen Königreichs Pandya in Südindien. |
|                                                                                  | Rom                              | Ostgotenreich                                  | Italien (Latium)              | 100.000                 | Die in schnellem Verfall befindliche ehemalige Reichshauptstadt hatte unter ostgotischer Herrschaft noch etwa 100.000 Einwohner, was sich im kommenden Jahrhundert nochmal halbierte.                                                  |
|                                                                                  | Edessa Ἔδεσσα (Şanlıurfa)        | Oströmisches Reich (Orientis/Osrhoene)         | Türkei                        | 100.000 90.000          | Die Schule von Edessa war bis 489 ein wichtiges Zentrum syrisch-christlicher Wissenssammlung, wurde dann aber aufgrund konfessioneller Verfolgung durch die römischen Behörden ins persische Nisibis verlegt.                          |
|                                                                                  | Jerusalem Ἰερουσαλήμ             | Oströmisches Reich (Orientis/Palaestina prima) | Israel                        | 100.000 50.000          | Im 4. und 5. Jh. wurde die heilige Stadt Jerusalem zu einer christlichen Metropole ausgebaut und nahm durch die Pilgerströme einen großen Aufschwung.                                                                                  |

## Größte Städte der Welt um das Jahr 1000
Das Jahr 1000 fällt ins Goldene Zeitalter des Islam. Muslimische (meist arabisch- oder persischsprachige) Städte dominieren die Liste. Die christliche Welt ist nur durch das Byzantinische Reich, das katholische Westeuropa gar nicht vertreten.
Die Forschung ist sich uneinig, welche Stadt damals die größte der Welt war. George Modelski nennt die Kalifenhauptstadt Bagdad mit zwei unterschiedlichen Einwohnerzahlen (1,2 bzw. 1,5 Millionen). Tertius Chandler schätzt für Bagdad nur etwa 1/10 dieser Zahl und sieht den konkurrierenden Kalifensitz im damals arabisch-islamischen Córdoba mit etwa 450.000 Einwohnern auf Platz 1. Ian Morris sieht Córdoba (allerdings nur mit der Hälfte dieser Bewohnerzahl) als größte Stadt im Mittelmeerraum, findet die weltgrößte Stadt jedoch weit entfernt in der chinesischen Hauptstadt Kaifeng mit etwa 1 Million Menschen. In Südostasien blühte damals Angkor, eher ein Ballungsraum als eine einzelne Stadt. Chandler schätzt ihn auf 200.000 Einwohner, die Stadtanlage bot aber Platz für bis zu einer Million Menschen

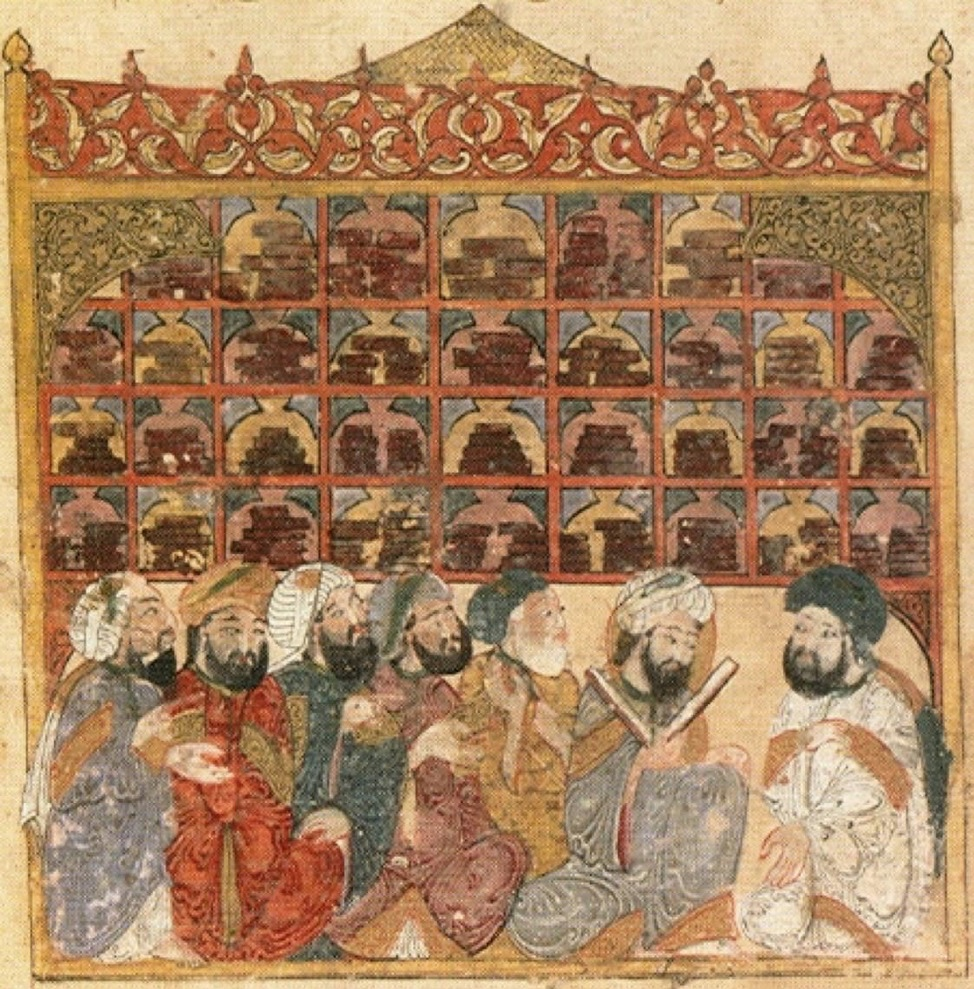
Das 825 gegründete Haus der Weisheit in Bagdad war das wichtigste wissenschaftliche Zentrum der Welt.
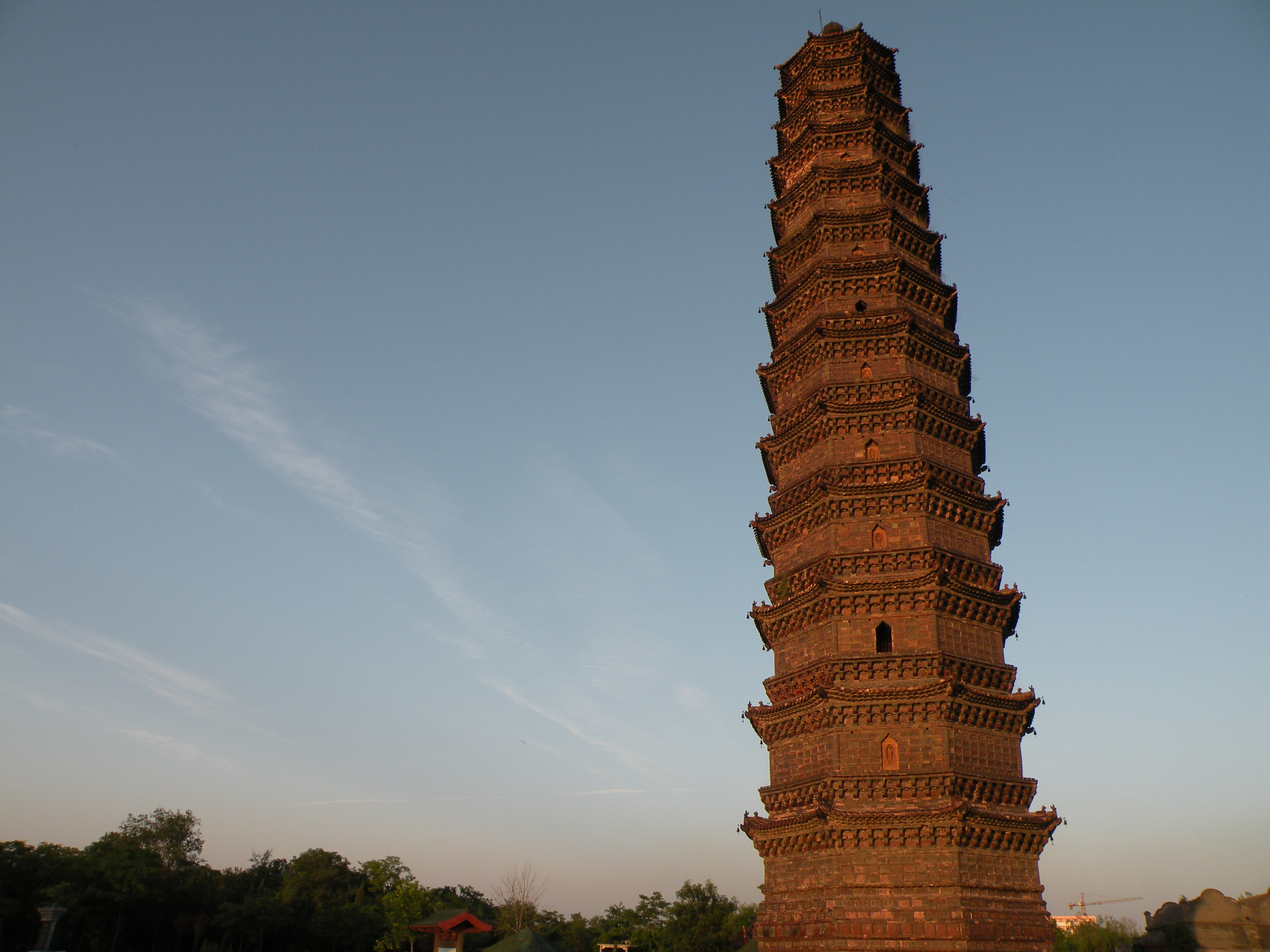
Die 989 von Yu Hao aus Holz erbaute, 1040 abgebrannte und bis 1049 aus Stein wiedererrichtete Eisenpagode in der chinesischen Hauptstadt Kaifeng.
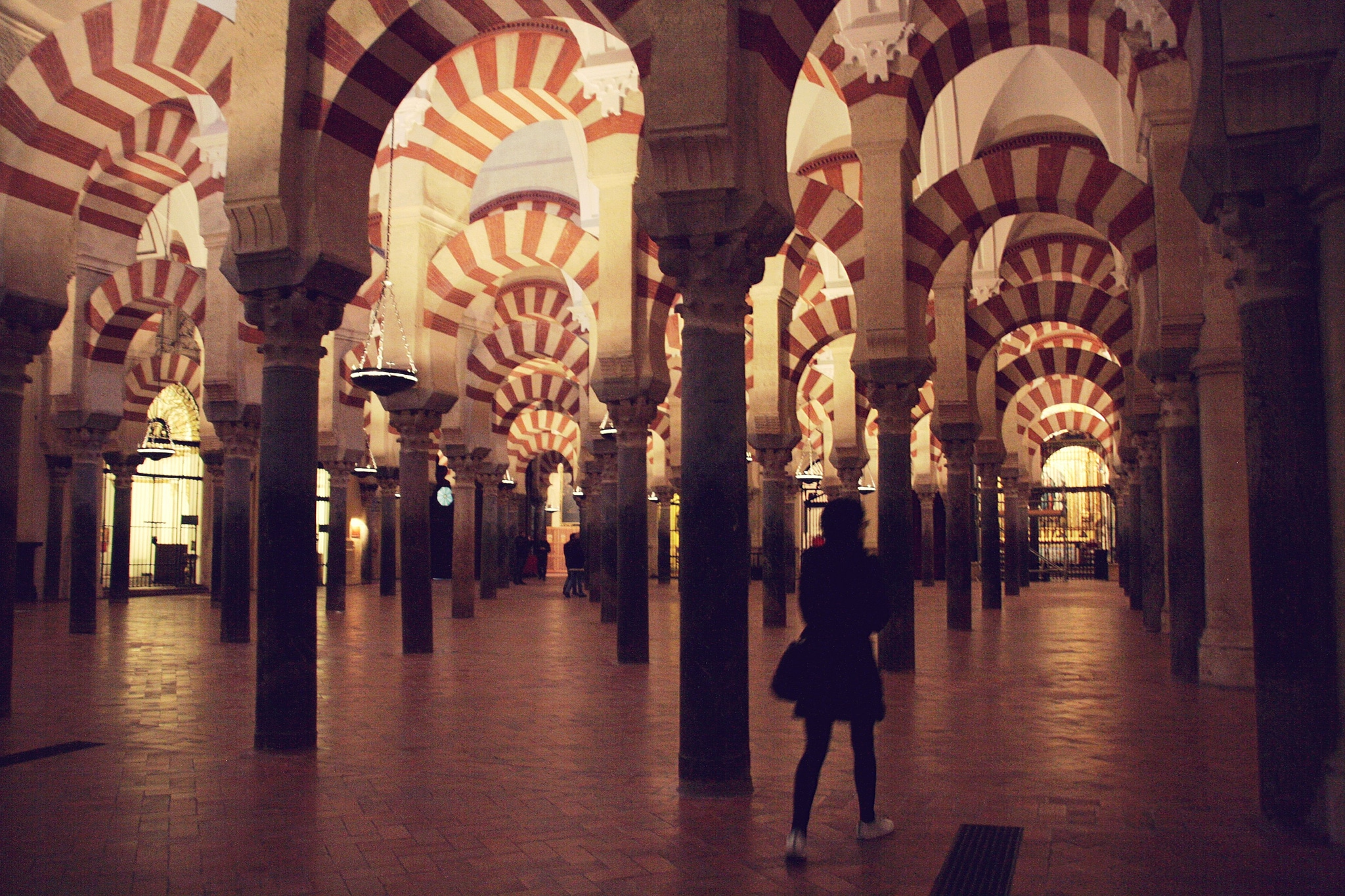
Die 784–989 erbaute Große Moschee von Córdoba, als Hauptstadt des Kalifats eine der größten Städte der Welt.
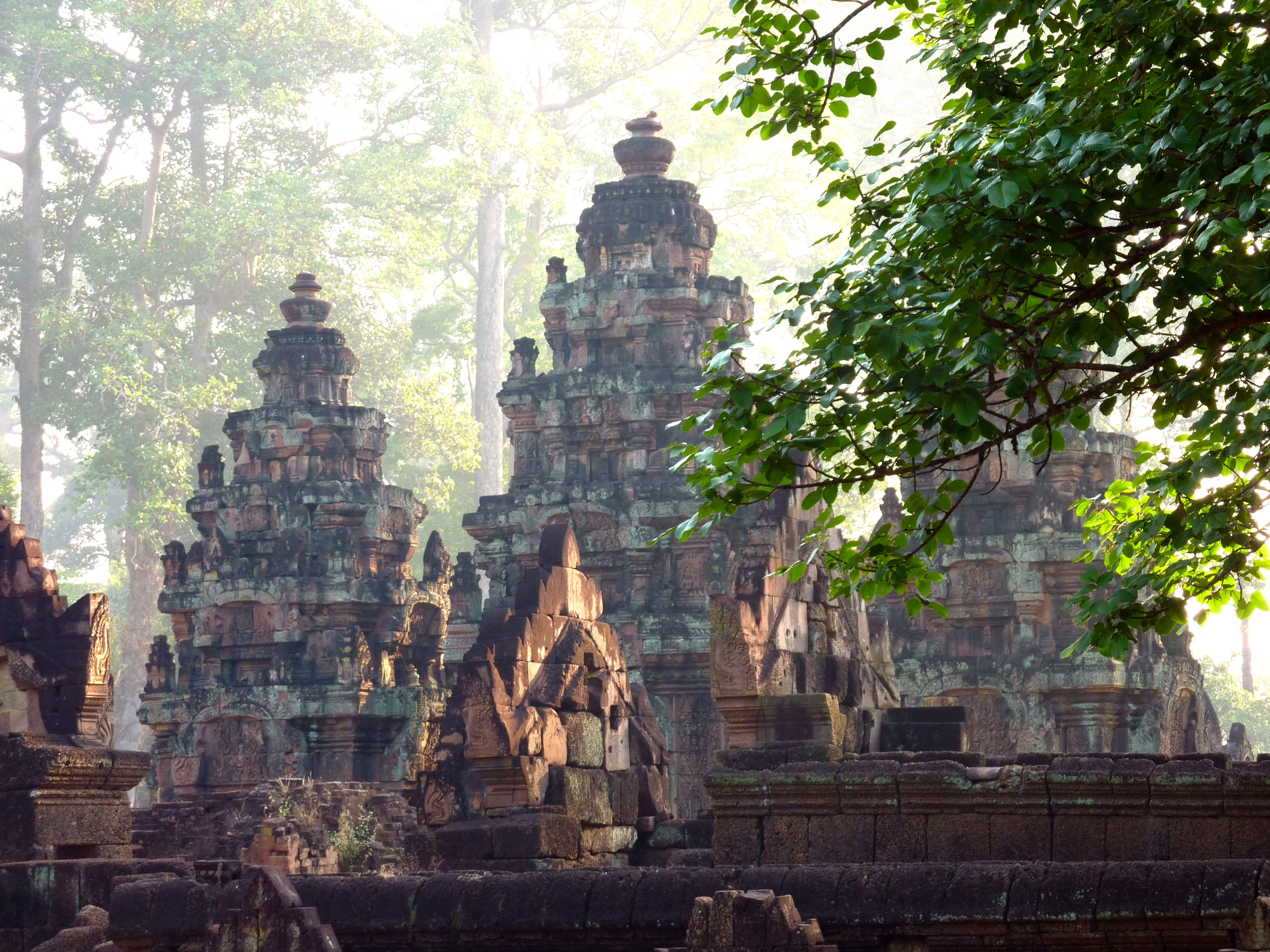
Der 967 geweihte hinduistische Tempel Banteay Srei steht für die friedliche Blütezeit Angkors im 10. Jh. 150 Jahre und viele Kriege später entstand in der Nähe das bekanntere Angkor Wat.

| Rang                                                                             | Stadt                                            | Gebiet (zeitgen.)                 | Staat (heute)                 | Einwohner                 | Anmerkungen |
| -------------------------------------------------------------------------------- | ------------------------------------------------ | --------------------------------- | ----------------------------- | ------------------------- | --- |
| 1.(?)                                                                            | Bagdad بَغْدَاد                                     | Iran (Buyiden)                    | Irak                          | 1.500.000 125.000         | Residenz des abbasidischen Kalifats und Zentrum der islamischen Welt. Seit der Eroberung Bagdads durch die schiitischen Buyiden 945 war der Kalif aber nur noch geistliches Oberhaupt ohne weltliche Macht. |
| 1.(?)                                                                            | Biànjīng 汴京 (Kaifeng)                          | Nördliche Song-Dynastie           | Volksrepublik China (Henan)   | 1.000.000 500.000 400.000 | 960–1126 Hauptstadt Chinas, gewaltige Stadterweiterung. Die 955/962 errichtete Stadtmauer war 30 km lang, die Stadt wuchs trotzdem bald über die Mauer hinaus.                                              |
| 3.                                                                               | Konstantinopel Κωνσταντινούπολη (Istanbul)       | Oströmisches Reich                | Türkei                        | 600.000 300.000           | Größte Stadt der christlichen Welt. Nach einem Tiefpunkt im 8. Jh. wuchs Konstantinopel wieder zu alter Größe heran, auch das Oströmische Reich erlebte im 10. Jh. eines seiner Goldenen Zeitalter.         |
| 4.                                                                               | Qurtuba قرطبة (Córdoba)                          | Kalifat von Córdoba               | Spanien (Andalusien)          | 450.000 200.000 110.000   | Neben Bagdad und Kairo war Córdoba der Sitz eines dritten, um die Anerkennung in der islamischen Welt konkurrierenden Kalifen. Die Stadt befand sich damals auf dem Höhepunkt ihrer Entwicklung.            |
| 5.                                                                               | Yasodharapura und Jayendanagari (Angkor ក្រុងអង្គរ) | Khmer-Reich                       | Kambodscha                    | 1.000.000(?) 200.000      | Im Bereich Angkor wurden im Laufe der Jahrhunderte mehrere nah beieinanderliegende Großstädte gegründet. |
| 6.                                                                               | al-Qāhira القاهرة (Kairo)                        | Ägypten (Fatimiden)               | Ägypten                       | 200.000 135.000           | Das in Konkurrenz zu den Abbasiden (in Bagdad) bestehende Kalifat der Fatimiden in Kairo erreichte um diese Zeit ihren Höhepunkt, es beherrschte Nordafrika, Arabien und die Levante.                       |
| 7.                                                                               | Afrasiab افراسياب (Samarkand)                    | Karachaniden-Khanat               | Usbekistan                    | 200.000                   | Die türkischen Karachaniden eroberten die Stadt im Oktober 999 von den persischen Samaniden. |
| 8.                                                                               | Heian-kyō 平安京 (Kyōto)                         | Japan (Heian-Zeit)                | Japan                         | 175.000                   | Seit 794 Hauptstadt Japans. |
| 9.                                                                               | Nischapur نیشابور                                | Iran (Saffariden)                 | Iran (Razavi-Chorasan)        | 130.000 125.000           | Handels- und Wissenschaftszentrum an der Seidenstraße, 1221 von den Mongolen vernichtet. |
| 10.                                                                              | Al-Hasa الأحساء                                  | Karmaten-Republik                 | Saudi-Arabien                 | 110.000 100.000           | Hauptstadt eines ca. 200 Jahre bestehenden Staats einer Sonderströmung des Islam, der in ständigem Konflikt mit Ägypten (Fatimiden) und Irak (Buyiden) stand.                                               |
| Folgende weitere Städte hatten damals – je nach Quelle – etwa 100.000 Einwohner: |                                                  |                                   |                               |                           | |
|                                                                                  | Ani Անի                                          | Kgr. Armenien (Bagratiden)        | Türkei                        | 100.000                   | 961 bis 1045 Hauptstadt des Königreichs Armenien. |
|                                                                                  | Isfahan اصفهان                                   | Iran (Buyiden)                    | Iran (Isfahan)                | 100.000                   | Residenzstadt der schiitischen Buyiden, ab 1008 Sitz der iranischen Kakuyiden als deren (nominelle) Vasallen.                                                                                               |
|                                                                                  | Schahr-e Rey شهر ری (Teheran)                    | Iran (Buyiden)                    | Iran (Teheran)                | 100.000                   | Zweite Residenzstadt der Buyiden und Zentrum der Wissenschaften, ab 1023 unter Herrschaft der Ghaznawiden.                                                                                                  |
|                                                                                  | Thessaloniki Θεσσαλονίκη                         | Oströmisches Reich (Thessalonike) | Griechenland                  | 100.000                   | Seit dem Verlust von Alexandria, Antiochia und Damaskus an die Araber war Thessaloniki die zweitgrößte Stadt im Oströmischen Reich.                                                                         |
|                                                                                  | Tōllān Xicocotitlān (Tula)                       | Reich der Tolteken                | Mexiko (Hidalgo)              | 100.000                   | Hauptstadt der Tolteken vom 10. bis ins 12. Jahrhundert. |
|                                                                                  | Suzhou 蘇州市                                    | Nördliche Song-Dynastie           | Volksrepublik China (Jiangsu) | 100.000                   | Handels- und Industriezentrum am Kaiserkanal, nahe dem heutigen Shanghai. |
|                                                                                  | Chengdu 成都                                     | Nördliche Song-Dynastie           | Volksrepublik China (Sichuan) | 100.000                   | Hauptstadt von Shu bis zur Einigung Chinas 965 durch die Song. Hier wurde 1024 das Papiergeld erfunden. |
|                                                                                  | Dali 大理市                                      | Kgr. Dali                         | Volksrepublik China (Yunnan)  | 100.000                   | Das Königreich Dali bestand von 937 bis 1253. |
|                                                                                  | Kannauj कन्नौज                                     | Pratihara                         | Indien (Uttar Pradesh)        | 100.000                   | Wichtigstes Machtzentrum in Nordindien. |
|                                                                                  | Thanjavur தஞ்சாவூர்                                  | Chola                             | Indien (Tamil Nadu)           | 100.000                   | Hauptstadt von Chola, des größten südindischen Reichs, von 850 bis 1025. Hier entstand 1003-10 der monumentale Brihadishvara-Tempel.                                                                        |
|                                                                                  | Išbīliya إشبيلية (Sevilla)                       | Kalifat von Córdoba               | Spanien (Andalusien)          | 100.000 90.000            | Die größte Blüte des islamischen Sevilla folgte erst im 12. Jahrhundert. |
|                                                                                  | Tinnis تنيس                                      | Ägypten (Fatimiden)               | Ägypten                       | 100.000                   | Handels- und Hafenmetropole am Ostrand des Nildeltas, nahe dem heutigen Port Said, Blütezeit vom 9. bis 11. Jahrhundert.                                                                                    |
|                                                                                  | Patan पाटन                                        |                                   | Nepal                         | 100.000                   | |

## Größte Städte der Welt um das Jahr 1500
Im Jahr 1500 stand die Welt an einem der wichtigsten Wendepunkte ihrer Geschichte. 1453 war Konstantinopel von den Türken erobert worden. Europa war damit von den Handelsrouten nach Asien abgeschnitten und suchte Ersatz auf dem Seeweg. Dabei wurde 1492 versehentlich Amerika wiederentdeckt, was die umfangreichsten Eroberungen der Geschichte zur Folge hatte.
Die Hinwendung zu den Seewegen hatte einen Aufstieg der Städte und Staaten an der europäischen Westküste zur Folge. Der Mittelmeerraum, seit Jahrtausenden die führende Region des Kontinents, war nun ein Kriegsgebiet und erlebte einen heftigen Niedergang.
Das Osmanische Reich hatte sich als neue Weltmacht etabliert. 1516 wurde die Levante, 1517 Ägypten, 1535 der Irak und 1569 der Maghreb erobert. Konstantinopel wurde im 16. Jh. zur prachtvollen Hauptstadt ausgebaut und erlebte eine weitere Blütezeit.
Im Iran etablierte sich 1501 die Dynastie der Safawiden mit ihrer Hauptstadt Isfahan. In Indien wurde das Sultanat von Delhi 1526 durch das Mogulreich erobert, eines der mächtigsten Imperien der Weltgeschichte. Seine Metropolen Delhi, Agra und Lahore wurden zu Weltstädten. In China regierte seit dem Ende der Mongolenherrschaft 1368 die Ming-Dynastie, die ihre Hauptstadt 1421 nach Peking verlegte, das nun die größte Stadt der Welt war.
In Amerika standen die Reiche der Azteken und Inka auf ihrem Höhepunkt, nicht ahnend, dass die Spanier bereits in der Karibik gelandet waren. Das aztekische Tenochtitlan wurde 1521 völlig vernichtet und 1535 durch Mexiko-Stadt ersetzt, Cusco wurde 1533 erobert und verlor seine Bedeutung an das neugegründete Lima.

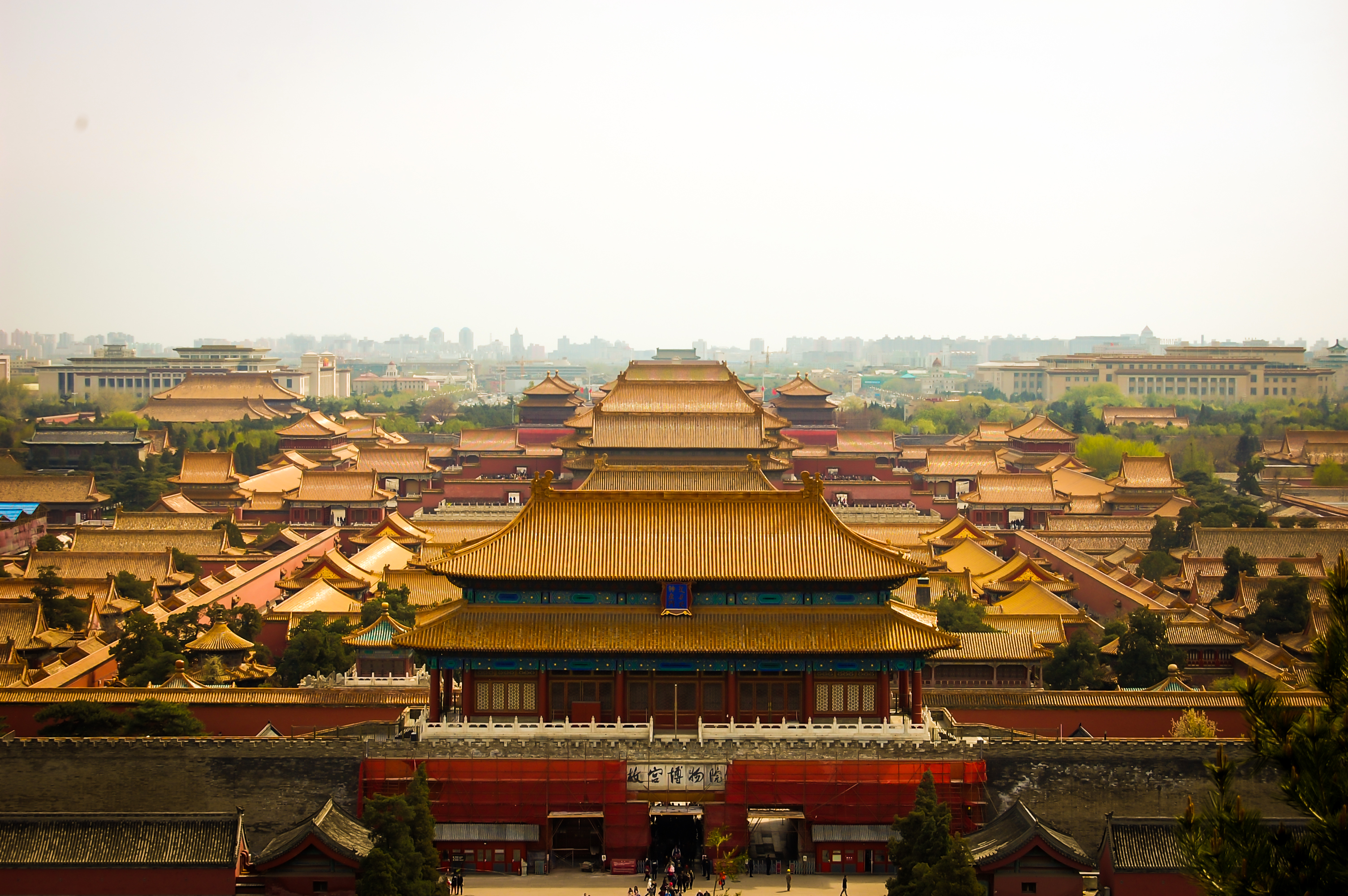
Von 1420 bis 1912 war die Verbotene Stadt in Peking die Residenz der Ming- und Qing-Kaiser.
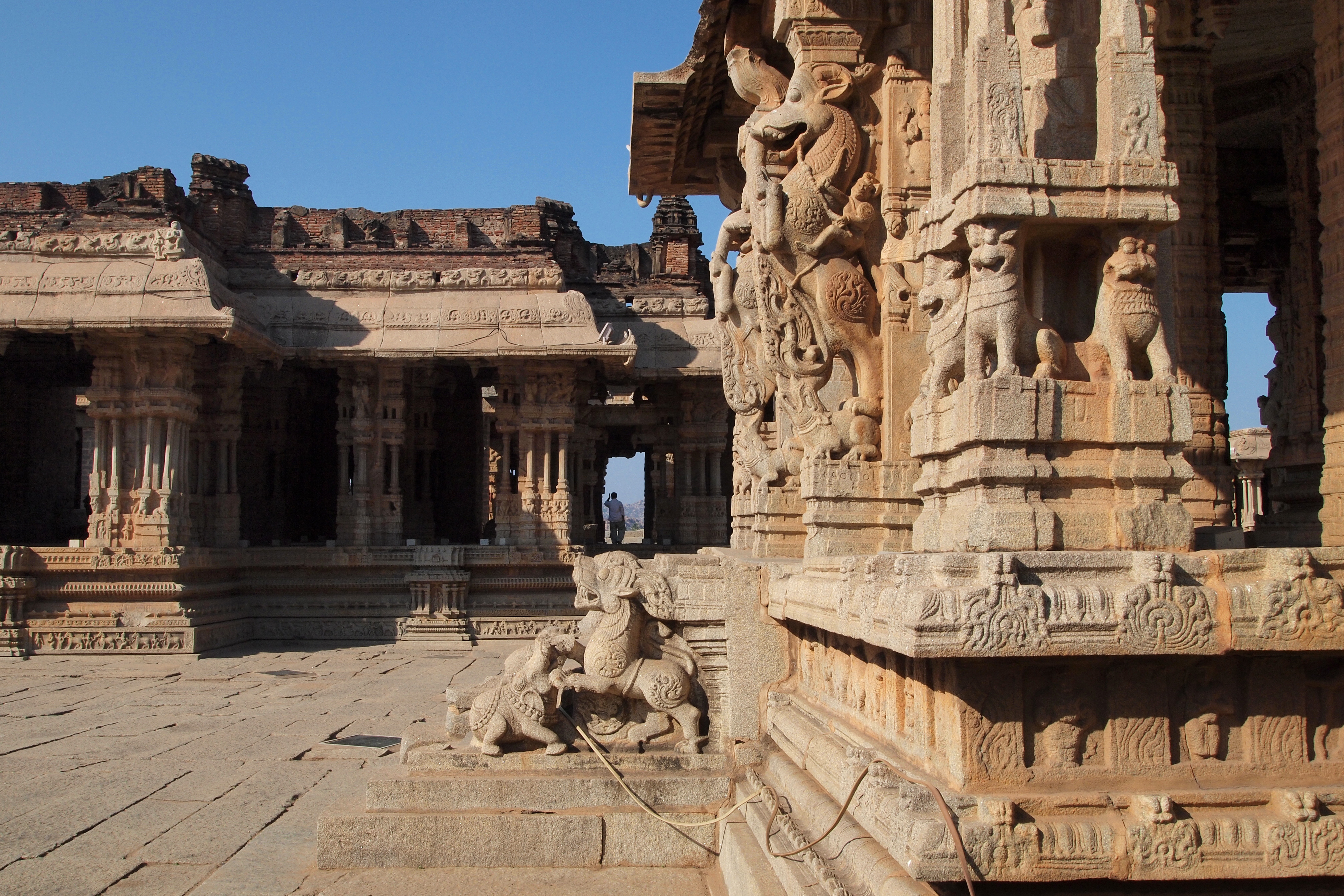
Der kurz nach 1500 erbaute Vitthalatempel war der größte Sakralbau in Vijayanagar.
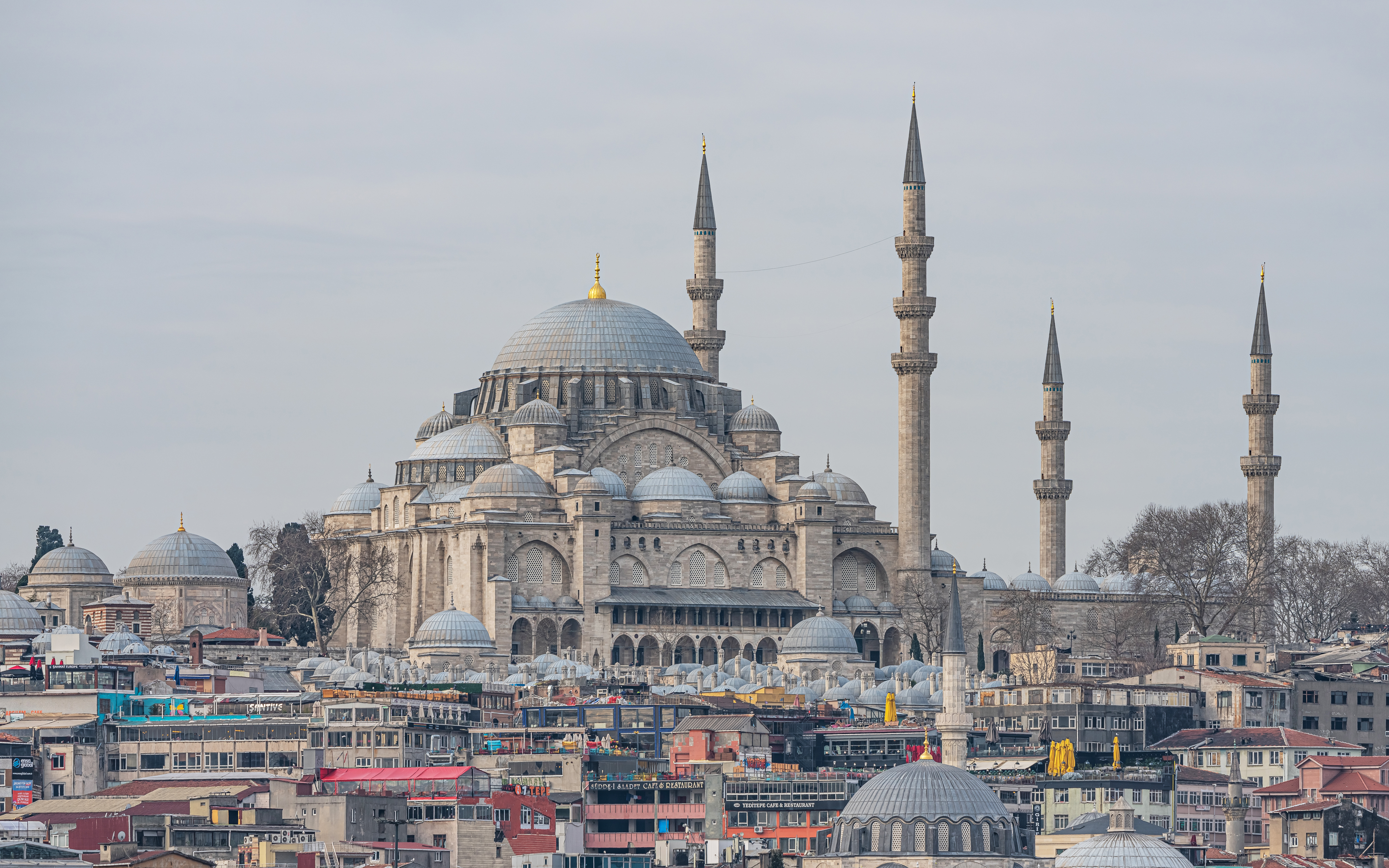
Die Süleyman-Moschee (1550-57) ist Symbol für den Wiederaufstieg Konstantinopels.
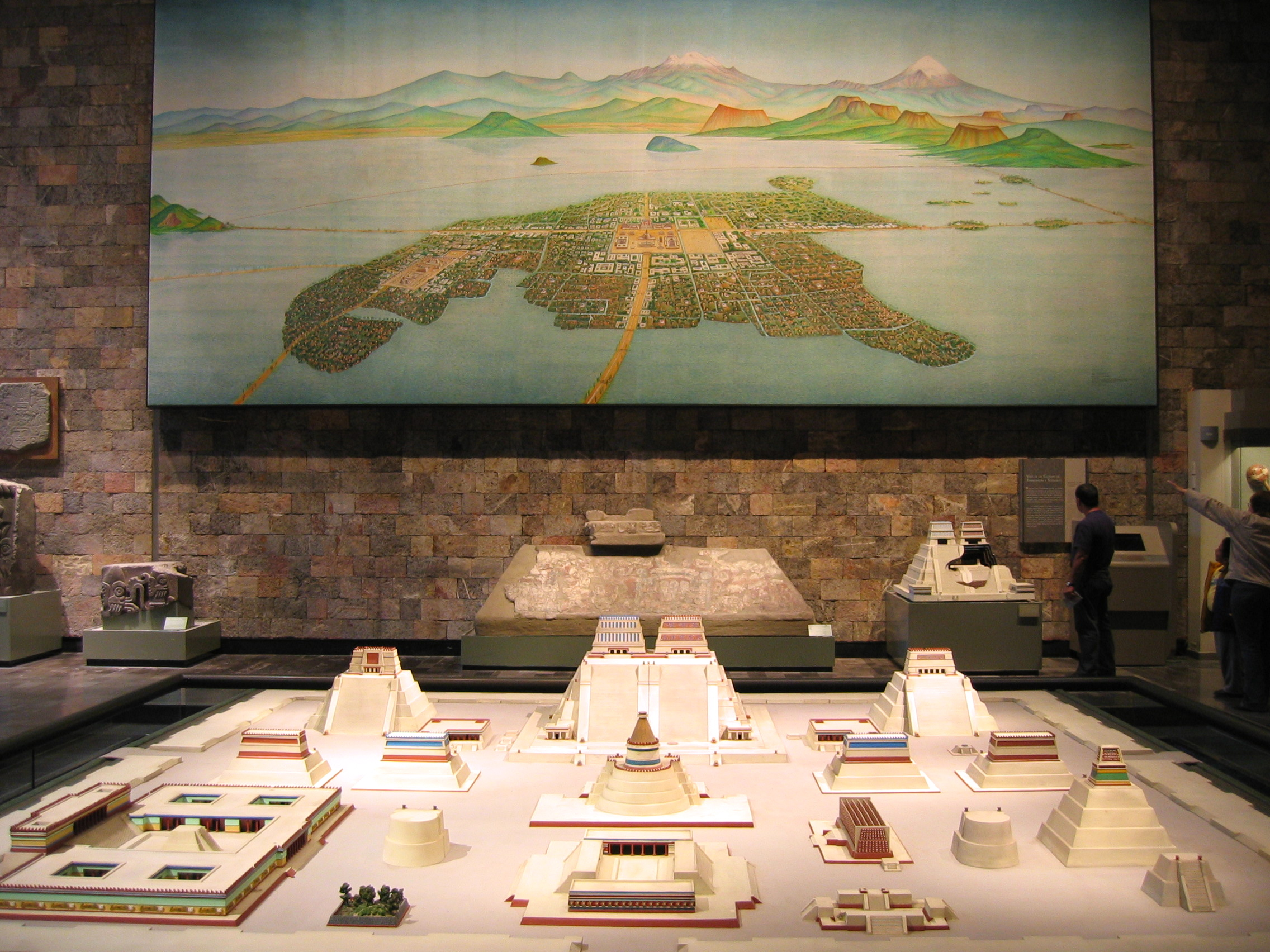
Modell des zuletzt 1487 erweiterten Haupttempels von Tenochtitlan und Luftbild der inmitten eines Sees gelegenen Stadt.

| Rang | Stadt                                   | Gebiet (zeitgen.)     | Staat (heute)                    | Einwohner                       | Anmerkungen |
| ---- | --------------------------------------- | --------------------- | -------------------------------- | ------------------------------- | --- |
| 1.   | Peking 北京                             | Ming-Dynastie         | Volksrepublik China              | 678.000 672.000 670.000         | Seit 1421 die Ersthauptstadt von Ming-China (anstelle der nunmehrigen Zweitresidenz Nanjing). Der neu errichtete Kaiserpalast, die Verbotene Stadt, ist heute der größte erhaltene Palast der Welt.                                                                                               |
| 2.   | Vijayanagar ವಿಜಯನಗರ (Hampi)              | Kgr. Vijayanagar      | Indien (Karnataka)               | 500.000                         | Seit 1343 Hauptstadt des letzten großen Hindu-Reichs. |
| 3.   | al-Qāhira القاهرة (Kairo)               | Mamlukenreich         | Ägypten                          | 450.000 400.000                 | Kairos Blütezeit stand kurz vor ihrem Ende. 1517 eroberten die Türken Ägypten, und Kairo erlebte einen Bedeutungsverlust, von dem es sich erst im 19. Jh. erholte. |
| 4.   | Ḳosṭanṭīnīye قسطنطينيه (Konstantinopel) | Osmanisches Reich     | Türkei                           | 550.000 400.000 200.000 100.000 | Die Schätzungen, wie viele Menschen so kurz nach jahrzehntelangem Krieg und letztlicher Eroberung 1453 in Konstantinopel lebten, gehen weit auseinander. Fest steht jedoch, dass die Stadt im folgenden 16. Jh. eine beeindruckende Blütezeit erlebte und wieder zur größten Stadt Europas wurde. |
| 5.   | Paris                                   | Kgr. Frankreich       | Frankreich (Île-de-France)       | 300.000 185.000                 | Paris war im Mittelalter die größte Stadt Westeuropas. |
| 6.   | Hangzhou 杭州                           | Ming-Dynastie         | Volksrepublik China (Zhejiang)   | 250.000                         | Hangzhou, im 13. und 14. Jh. die größte Stadt der Welt, verlor in der Ming-Ära seine Bedeutung an das nahe Nanjing, und, durch Verlandung, auch seinen Status als Seehafenstadt. |
| 6.   | Täbris تبريز                            | Aq Qoyunlu            | Iran (Ost-Aserbaidschan)         | 250.000                         | Hauptstadt der turkmenischen Föderation Aq Qoyunlu, die nach ihrer Blütezeit in den 1460er und 70er Jahren kurz vor ihrem Ende stand. 1501 eroberte die neue persische Dynastie der Safawiden Täbris, das bis 1555 ihre Hauptstadt blieb.                                                         |
| 8.   | Tenochtitlán                            | Aztekenreich          | Mexiko (D.F.)                    | 200.000                         | Tenochtitlán war 1500 die größte Stadt Amerikas und eine der größten weltweit. Der Untergang 1521 gehört zu den tragischsten Ereignissen, die je eine große Metropole erlebt hat. |
| 8.   | Gaur/Gauḍa গৌড়                           | Sultanat von Bengalen | Indien Westbengalen              | 200.000                         | 1453–1565 Hauptstadt von Bengalen. Die Stadt wurde 1575 aufgegeben. |
| 10.  | Venedig                                 | Republik Venedig      | Italien (Venetien)               | 200.000 115.000                 | Venedig stand auf dem Höhepunkt seiner Macht, wurde im Laufe des 16. Jhs. aber zum prominenten Opfer der West-Wendung Europas. Die Handelsrouten in den Osten rissen ab und wurden durch die atlantische Seefahrt ersetzt.                                                                        |
| 11.  | Guangzhou 广州                          | Ming-Dynastie         | Volksrepublik China (Guangdong)  | 150.000                         | 1516 erreichten portugiesische Seefahrer zum ersten Mal die Hafenmetropole Guangzhou. Das Zeitalter europäischer Einflussnahme in China begann. |
| 12.  | Nanjing 南京                            | Ming-Dynastie         | Volksrepublik China (Jiangsu)    | 147.000                         | Seit 1421 war Peking die offizielle Hauptstadt Chinas, Nanking blieb bis 1644 Zweithauptstadt. |
| 13.  | Kataka କଟକ (Cuttack)                    | Gajapati-Reich        | Indien (Odisha)                  | 140.000                         | Das hinduistische Reich der Gajapatis an der indischen Ostküste und seine Hauptstadt Kataka erreichten ihren Höhepunkt im späten 15. Jh. |
| 14.  | Neapel                                  | Königreich Neapel     | Italien (Kampanien)              | 150.000 114.000                 | Das Königreich Neapel war zu dieser Zeit zwischen Frankreich und Kastilien-Aragón umkämpft. |
| 15.  | Fez فاس                                 | Wattasiden            | Marokko                          | 130.000                         | Hauptstadt der Wattasiden-Dynastie, die 1549 von den Saadiern erobert wurden. 1522 wurde Fez durch ein Erdbeben schwer zerstört. |
| 16.  | Xi’an 西安                              | Ming-Dynastie         | Volksrepublik China (Shaanxi)    | 127.000                         | Das Ming-zeitliche Xi'an war deutlich kleiner als das Chang'an früherer Dynastien. Die 1370 erbaute Stadtmauer ist bis heute erhalten. |
| 16.  | Edrine ادرنه (Edirne, Adrianopel)       | Osmanisches Reich     | Türkei                           | 127.000                         | 1368–1453 Hauptstadt des Osmanischen Reichs. Die im 16. Jh. erbaute Selimiye-Moschee ist das bekannteste Bauwerk der Stadt. |
| 18.  | Ayutthaya พระนครศรีอยุธยา                 | Kgr. Ayutthaya        | Thailand                         | 125.000                         | Seit 1351 Hauptstadt eines mächtigen Königreichs. Um 1700 war Ayutthaya vermutlich die größte Stadt der Welt. |
| 18.  | Hanyang 한양 (Seoul)                    | Joseon-Dynastie       | Südkorea                         | 125.000                         | Seit 1394 Hauptstadt Koreas. Der riesige Gyeongbokgung diente 1395–1592 als Königspalast. |
| 20.  | Suzhou 蘇州                             | Ming-Dynastie         | Volksrepublik China (Jiangsu)    | 122.000                         | Blühende Handelsmetropole nahe dem heutigen Shanghai. |
| 21.  | London                                  | Königreich England    | Vereinigtes Königreich (England) | 125.000 50.000                  | Seit 1485 Hauptstadt der Tudor-Dynastie, einer aufstrebenden Großmacht. |
| 22.  | Ahmedabad અમદાવાદ                         | Sultanat von Gujarat  | Indien (Gujarat)                 | 100.000                         | Ab 1411 nahe der alten Stadt Karnavati als Hauptstadt Gujarats errichtet und in voller Blüte stehend. 1573 wurde das Sultanat ins Mogulreich eingegliedert. |
| 23.  | Mailand                                 | Herzogtum Mailand     | Italien (Lombardei)              | 100.000 89.000                  | Die von der Familie Sforza regierte Stadt war 1499–1513 und 1515–21 von Frankreich besetzt. |

## Größte Städte der Welt um das Jahr 1800
Im Jahr 1800 hatte die Welt bereits drei Jahrhunderte der Weltentdeckung und -unterwerfung durch die seefahrenden Nationen Westeuropas erlebt. Das eigentliche Zeitalter europäischer Weltherrschaft begann aber erst jetzt, durch die Industrielle Revolution. Bis Ende des Jahrhunderts geriet praktisch die ganze Welt unter europäische oder europäischstämmige Herrschaft.
Die nichtwestlichen Großmächte Asiens waren Europa in vielen Belangen bis hierher immer noch überlegen und dominieren deshalb auch die Liste der größten Städte der Welt. Nun begann jedoch ihr Niedergang. Das Osmanische Reich (Konstantinopel) wurde durch Gebietsverluste und Aufstände in Ägypten, Arabien und Südosteuropa immer mehr zum „Kranken Mann“. Die Zand-Dynastie (Schiras) im Iran war 1794 blutig von den Kadscharen (Teheran) gestürzt worden, die das Reich in den folgenden Jahrzehnten zugrunde richteten. Das indische Mogulreich (Delhi), eine frühere Supermacht, bestand nur noch auf dem Papier. Das japanische Tokugawa-Shogunat (Edo) existierte in selbstgewählter Isolation und Rückständigkeit. Die chinesische Qing-Dynastie (Peking) stand dagegen gerade auf dem Höhepunkt ihrer Macht, erlebte aber bald darauf eine beispiellose Demütigung durch immer aggressiver auftretende Westliche Mächte, die zum Zusammenbruch des Reichs führte.
Das Gegenteil geschah in Westeuropa und Nordamerika, wo durch Industrialisierung, globalisierten Handel, Bevölkerungswachstum und Landflucht Tausende schnell wachsende Industriestädte entstanden. Amerika stand erst am Anfang seiner Urbanisierung. Die größte Stadt der noch jungen USA, Philadelphia, hatte erst 70.000 Einwohner.
Ab den 1820er Jahren war London anstatt Peking die größte Stadt der Welt und behielt diesen Titel etwa 100 Jahre lang. Erstmals seit dem 17. Jh. (Konstantinopel) war damit wieder eine europäische Stadt Nr. 1 in der Welt, erstmals seit dem 12. Jh. (ebenfalls Konstantinopel) wieder eine christliche und erstmals seit 1½ Jahrtausenden (Rom) – zum zweiten Mal überhaupt – eine westeuropäische.
Die größten Städte der hier nicht aufgeführten Kontinente Afrika und Amerika, Kairo und Mexiko, lagen mit 186.000 bzw. 128.000 Einwohnern weit unter ihren spätmittelalterlichen Werten aus dem 14. bzw. 15. Jahrhundert.
Die größte Stadt im deutschsprachigen Raum war seit Jahrhunderten die kaiserliche Hauptstadt Wien, die jedoch um 1850 vom wesentlich schneller industrialisierenden Berlin überholt wurde.

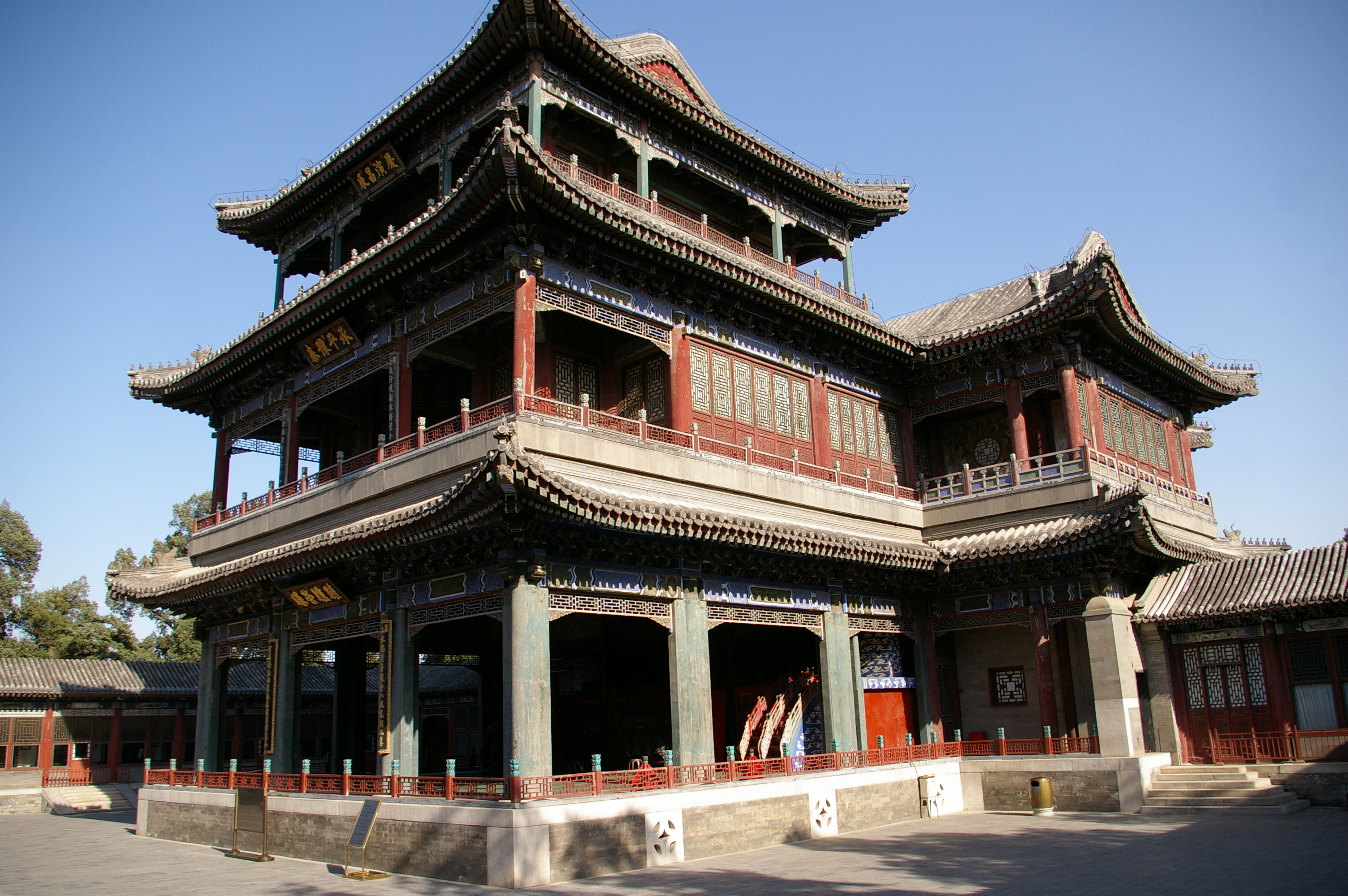
Der 1764 fertiggestellte Neue Sommerpalast in Peking und sein berühmter Landschaftsgarten wurden 1860 von Briten und Franzosen zerstört.
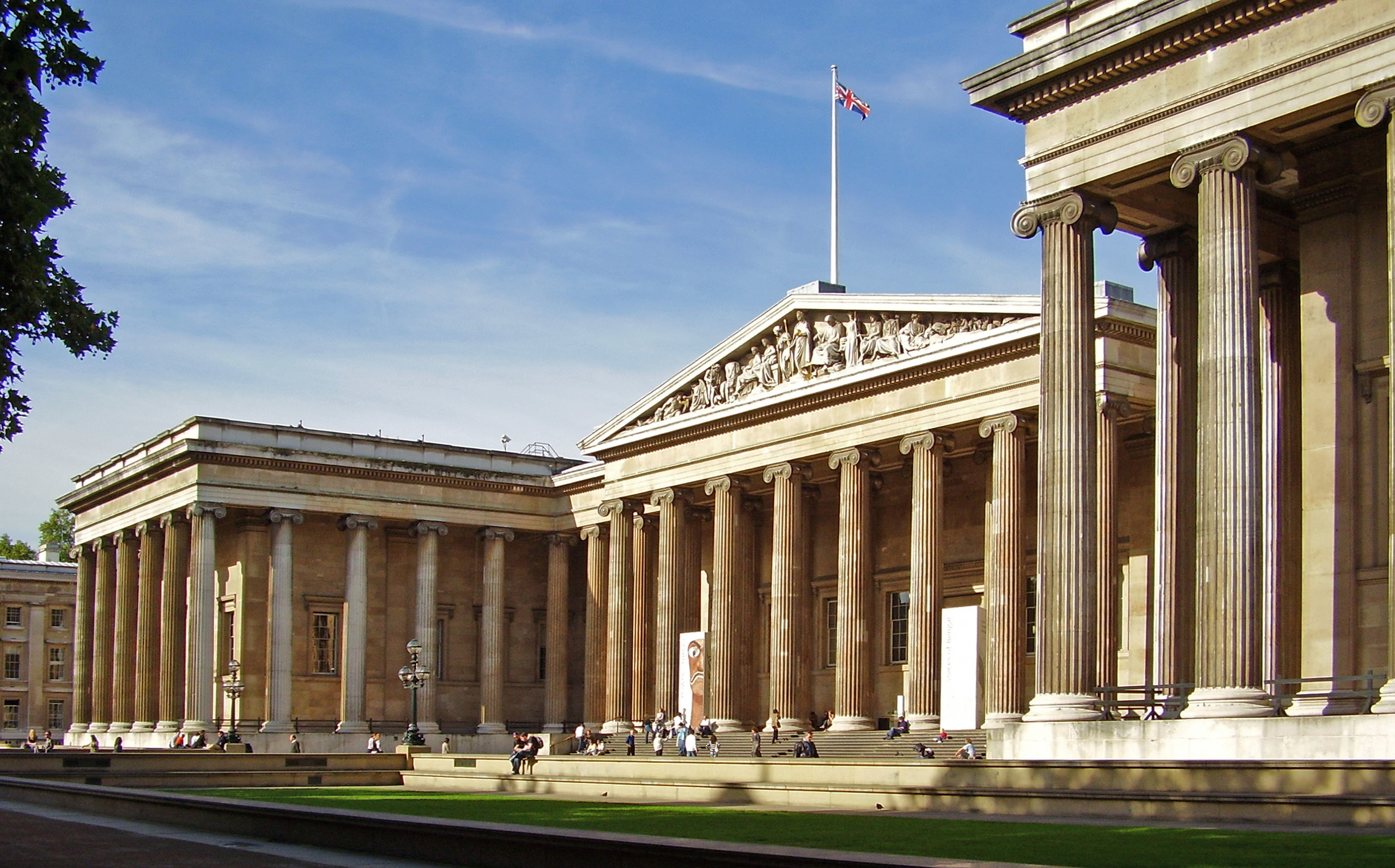
Neubau (1823) des 1759 eröffneten Britischen Museums in London, in dem Kulturgüter aus praktisch allen zuvor genannten Städten dieser Liste zu sehen sind.
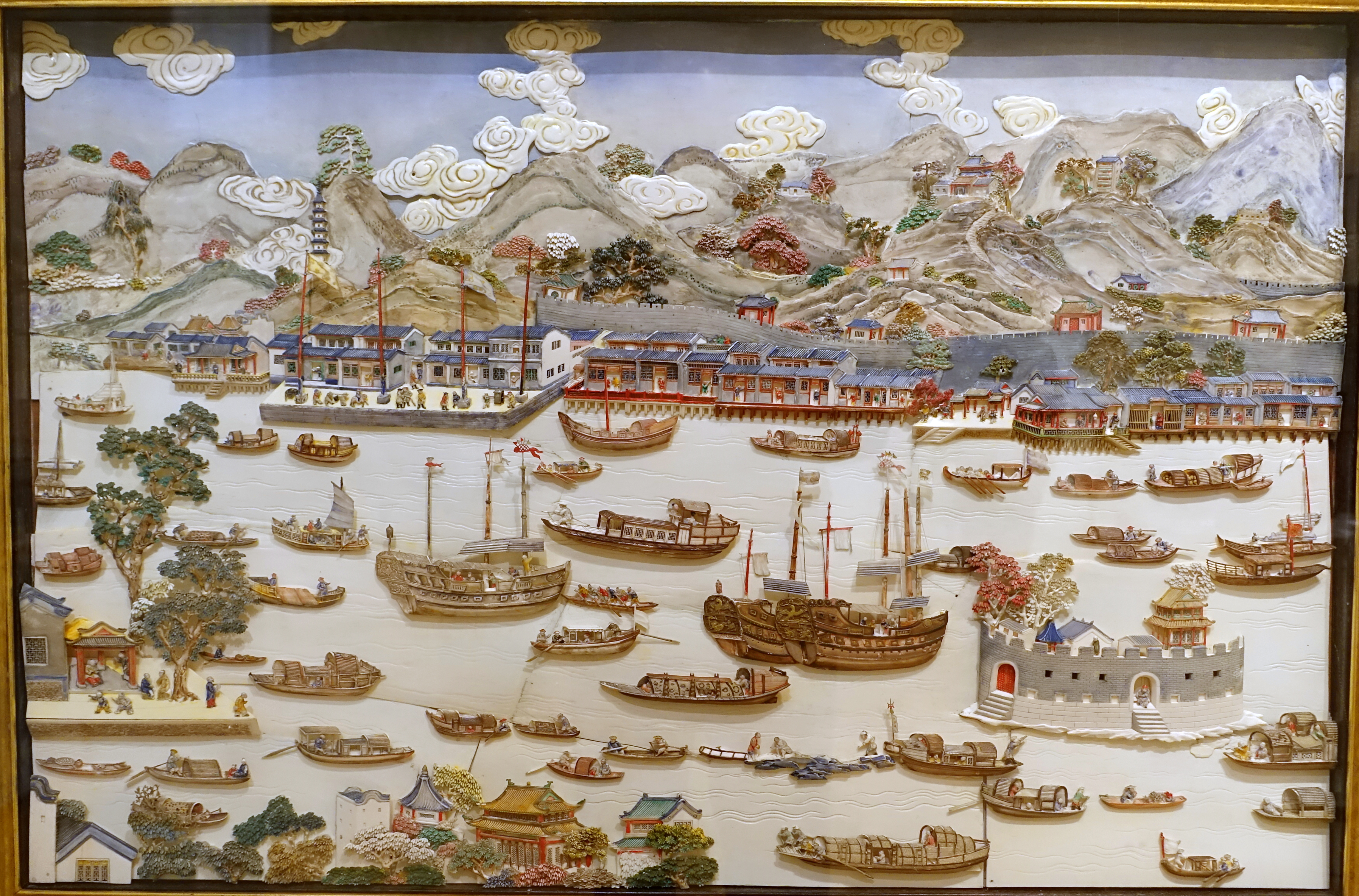
Der Hafen von Guangzhou war Qing-Chinas Tor zur Welt. Hier war quasi-kolonialer europäischer Einfluss zuerst spürbar.
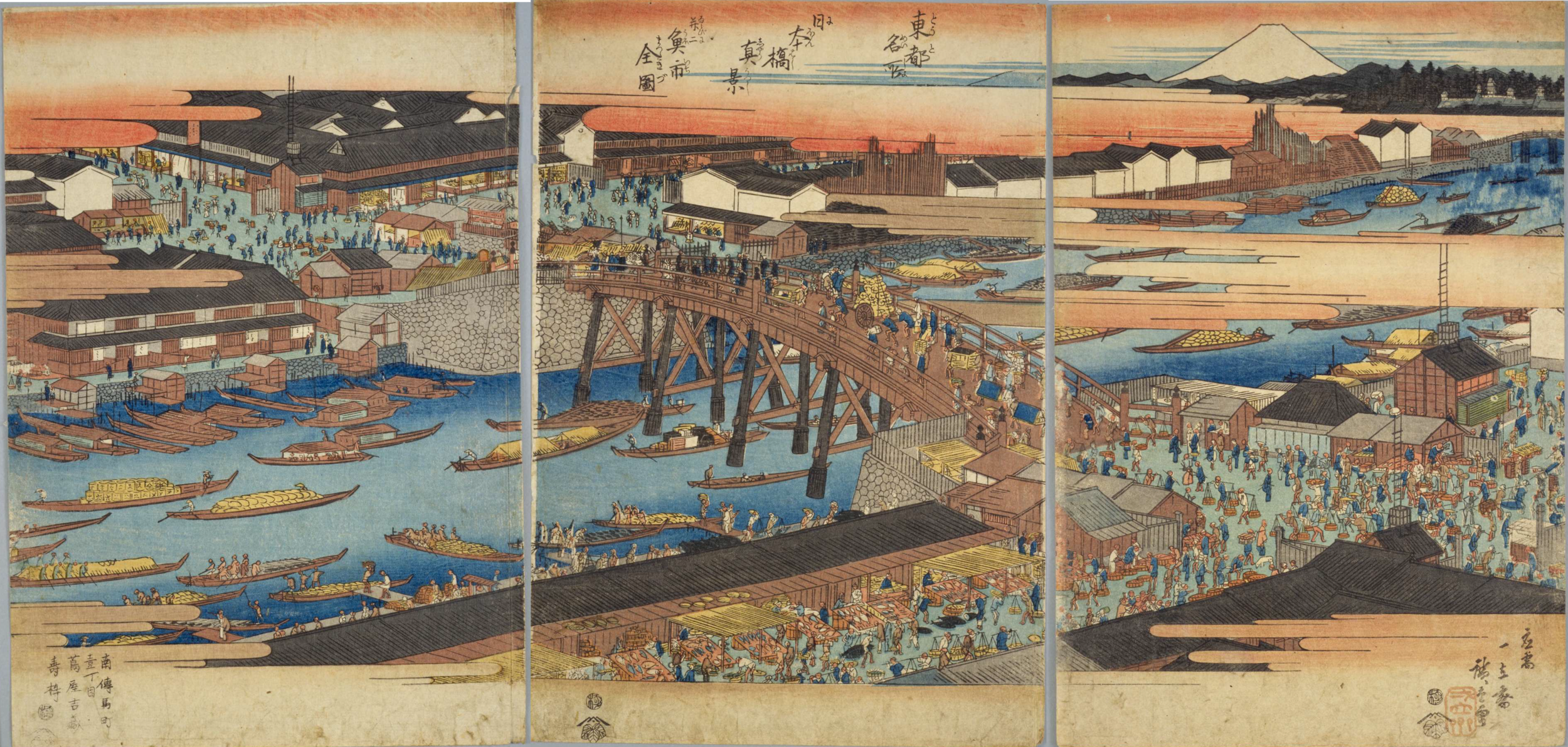
Die Nihonbashi, Ausgangspunkt der japanischen Fernstraßen und wichtiges Geschäftszentrum von Edo/Tokio.

| Rang                                                                             | Stadt                                   | Gebiet (zeitgen.)                            | Staat (heute)                    | Einwohner               | Anmerkungen |
| -------------------------------------------------------------------------------- | --------------------------------------- | -------------------------------------------- | -------------------------------- | ----------------------- | --- |
| 1.                                                                               | Peking 北京                             | China (Qing-Dynastie)                        | Volksrepublik China              | 1.100.000               | Hauptstadt der (noch) größten Supermacht ihrer Zeit. |
| 2.                                                                               | London                                  | Kgr. Großbritannien                          | Vereinigtes Königreich (England) | 900.000 865.000 861.000 | Hauptstadt des aufstrebenden Britischen Weltreichs, das im 19. Jh. den Höhepunkt seiner Macht erleben sollte.                                                                                                 |
| 3.                                                                               | Guangzhou 廣州 (Kanton)                 | China (Qing-Dynastie)                        | Volksrepublik China (Guangdong)  | 800.000                 | Seit 1757 der einzige für den Handel mit Europäern geöffnete Seehafen Chinas. |
| 4.                                                                               | Edo 江戸 (Tokio)                        | Japan (Edo-Zeit)                             | Japan                            | 685.000                 | Seit 200 Jahren Regierungssitz der eigentlichen Machthaber Japans, der Shogune. |
| 5.                                                                               | Ḳosṭanṭīnīye قسطنطينيه (Konstantinopel) | Osmanisches Reich                            | Türkei                           | 570.000                 | Hauptstadt des Osmanischen Reichs, das vor einem Jahrhundert des Niedergangs stand. |
| 6.                                                                               | Paris                                   | Frankreich (Konsulat)                        | Frankreich (Île-de-France)       | 581.000 547.000         | Durch die Eroberungen Napoleons wurden 1800 weite Teile Europas von Paris aus beherrscht. |
| 7.                                                                               | Neapel                                  | Kgr. Neapel                                  | Italien (Kampanien)              | 430.000 427.000         | Neapel wurde im 17. Jh. unter spanischer Herrschaft zu einer der größten Städte Europas. |
| 8.                                                                               | Ōzaka 大坂 (Osaka)                      | Japan (Edo-Zeit)                             | Japan                            | 500.000 383.000         | Wichtigste Handels- und Wirtschaftsmetropole Japans. |
| 9.                                                                               | Hangzhou 杭州                           | China (Qing-Dynastie)                        | Volksrepublik China (Zhejiang)   | 387.000                 | Im Mittelalter die zeitweise größte Stadt der Welt, nun noch eine wichtige Hafen- und Garnisonsstadt. |
| 10.                                                                              | Kyōto 京都                              | Japan (Edo-Zeit)                             | Japan                            | 377.000                 | Nominelle Hauptstadt Japans, Sitz der weitgehend machtlosen Kaiser. |
| Folgende weitere Städte hatten damals – je nach Quelle – über 200.000 Einwohner: |                                         |                                              |                                  |                         | |
|                                                                                  | Moskau Москва́                           | Russisches Kaiserreich                       | Russland                         | 248.000                 | Trotz Verlust der Hauptstadtfunktion kulturelles Zentrum Russlands. Während der Pestrevolte 1771 Verlust von 50 % der Bevölkerung, durch französische Besatzung 1812 ⅔ seiner Bausubstanz.                    |
|                                                                                  | Lakhnau लखनऊ                            | Mogulreich (Avadh)                           | Indien (Uttar Pradesh)           | 240.000                 | Seit 1775 Hauptstadt von Avadh und wichtiges Kulturzentrum in Nordindien. |
|                                                                                  | Suzhou 蘇州                             | China (Qing-Dynastie)                        | Volksrepublik China (Jiangsu)    | 243.000                 | Handels- und Handwerksstadt, Zentrum der Seidenproduktion. |
|                                                                                  | Lissabon                                | Kgr. Portugal                                | Portugal                         | 237.000 180.000         | Die Weltmetropole Lissabon wurde 1755 fast vollständig vernichtet und erreichte trotz Wiederaufbau nie wieder ihre alte Bedeutung.                                                                            |
|                                                                                  | Wien                                    | Heiliges Römisches Reich (Ehztm. Österreich) | Österreich                       | 231.000                 | Hauptstadt und größte Stadt des Heiligen Römischen Reichs Deutscher Nation |
|                                                                                  | Xi’an 西安                              | China (Qing-Dynastie)                        | Volksrepublik China (Shaanxi)    | 224.000                 | Die auf einen Bruchteil ihrer früheren Größe geschrumpfte ehemalige Hauptstadt war nun ein wichtiger Militärstandort der Qing.                                                                                |
|                                                                                  | St. Petersburg Санкт-Петербург          | Russisches Kaiserreich                       | Russland                         | 220.000                 | Seit 1712 Hauptstadt des Russischen Kaiserreichs. |
|                                                                                  | Amsterdam                               | Batavische Republik                          | Niederlande                      | 203.000 195.000         | Amsterdam hatte im 17. Jh. sein Goldenes Zeitalter als eins der größten Handels- und Finanzzentren der Welt. Nun befand sich die französisch besetzte Stadt im Niedergang, der bis Ende des 19. Jhs. anhielt. |

## Größte Städte der Welt um das Jahr 1870
| Metropolregionen | Metropolregionen | Metropolregionen       | Metropolregionen | Metropolregionen | Metropolregionen |
| Rang             | Name             | Region                 | Einwohner        | Jahr             |                  |
| ---------------- | ---------------- | ---------------------- | ---------------- | ---------------- | ---------------- |
| 1.               | London           | Vereinigtes Königreich | 3.840.595        | 1871             |                  |
| 2.               | Paris            | Frankreich             | ≈2.300.000       | 1870             |                  |
| 3.               | New York City    | Vereinigte Staaten     | 1.469.045        | 1870             |                  |
| 4.               | Wien             | Österreich-Ungarn      | 900.998          | 1869             |                  |
| 5.               | Peking           | Kaiserreich China      | ≈875.000         | 1870             |                  |
| 6.               | St. Petersburg   | Russisches Reich       | 842.900          | 1873             |                  |
| 7.               | Berlin           | Preußen                | 826.341          | 1871             |                  |
| 8.               | Konstantinopel   | Osmanisches Reich      | ≈800.000         | ≈1870            |                  |
| 9.               | Philadelphia     | Vereinigte Staaten     | 674.022          | 1870             |                  |
| 10.              | Bombay           | Britisch-Indien        | 644.605          | 1872             |                  |
| 11.              | Moskau           | Russisches Reich       | 601.969          | 1871             |                  |
| 12.              | Tokio            | Kaiserreich Japan      | 595.900          | 1872             |                  |

## Größte Städte der Welt um das Jahr 1910
| Kernstädte | Kernstädte       | Kernstädte             | Kernstädte | Kernstädte | Kernstädte |
| Rang       | Name             | Region                 | Einwohner  | Stand      |            |
| ---------- | ---------------- | ---------------------- | ---------- | ---------- | ---------- |
| 1.         | London           | Vereinigtes Königreich | 7.160.441  | 1911       |            |
| 2.         | New York City    | Vereinigte Staaten     | 4.766.883  | 1910       |            |
| 3.         | Paris            | Frankreich             | 2.888.110  | 1911       |            |
| 4.         | Chicago          | Vereinigte Staaten     | 2.185.283  | 1910       |            |
| 5.         | Wien             | Österreich-Ungarn      | 2.083.630  | 1910       |            |
| 6.         | Berlin           | Deutsches Reich        | 2.071.257  | 1910       |            |
| 7.         | Tokio            | Japanisches Reich      | 2.050.100  | 1914       |            |
| 8.         | Sankt Petersburg | Russisches Kaiserreich | 1.962.000  | 1910       |            |
| 9.         | Moskau           | Russisches Kaiserreich | 1.617.157  | 1912       |            |
| 10.        | Buenos Aires     | Argentinien            | 1.582.884  | 1914       |            |
| 11.        | Philadelphia     | Vereinigte Staaten     | 1.549.008  | 1910       |            |
| 12.        | Bombay           | Britisch-Indien        | 1.018.388  | 1911       |            |
| 13.        | Hamburg          | Deutsches Reich        | 931.035    | 1910       |            |
| 14.        | Konstantinopel   | Osmanisches Reich      | 909.978    | 1914       |            |
| 15.        | Budapest         | Österreich-Ungarn      | 880.371    | 1910       |            |
| 16.        | Shanghai         | China                  | 832.500    | 1910       |            |

## Größte Städte der Welt um das Jahr 1950
| Urbane Agglomerationen | Urbane Agglomerationen | Urbane Agglomerationen | Urbane Agglomerationen | Urbane Agglomerationen | Urbane Agglomerationen |
| Rang                   | Name                   | Region                 | Einwohner              | Stand                  |                        |
| ---------------------- | ---------------------- | ---------------------- | ---------------------- | ---------------------- | ---------------------- |
| 1.                     | New York City          | Vereinigte Staaten     | 12.338.470             | 1950                   |                        |
| 2.                     | Tokio                  | Japan                  | 11.274.641             | 1950                   |                        |
| 3.                     | London                 | Vereinigtes Königreich | 8.360.847              | 1950                   |                        |
| 4.                     | Osaka-Kōbe-Kyōto       | Japan                  | 7.005.284              | 1950                   |                        |
| 5.                     | Paris                  | Frankreich             | 6.283.018              | 1950                   |                        |
| 6.                     | Moskau                 | Sowjetunion            | 5.356.392              | 1950                   |                        |
| 7.                     | Buenos Aires           | Argentinien            | 5.097.612              | 1950                   |                        |
| 8.                     | Chicago                | Vereinigte Staaten     | 4.999.060              | 1950                   |                        |
| 9.                     | Kalkutta               | Indien                 | 4.513.496              | 1950                   |                        |
| 10.                    | Shanghai               | China                  | 4.300.942              | 1950                   |                        |
| 11.                    | Los Angeles            | Vereinigte Staaten     | 4.045.514              | 1950                   |                        |
| 12.                    | Mexiko-Stadt           | Mexiko                 | 3.365.081              | 1950                   |                        |
| 13.                    | Berlin                 | Deutschland            | 3.337.621              | 1950                   |                        |
| 14.                    | Philadelphia           | Vereinigte Staaten     | 3.127.806              | 1950                   |                        |
| 15.                    | Rio de Janeiro         | Brasilien              | 3.026.195              | 1950                   |                        |
| 16.                    | Leningrad              | Sowjetunion            | 2.902.789              | 1950                   |                        |
| 17.                    | Bombay                 | Indien                 | 2.857.359              | 1950                   |                        |
| 18.                    | Detroit                | Vereinigte Staaten     | 2.769.254              | 1950                   |                        |
| 19.                    | Boston                 | Vereinigte Staaten     | 2.550.818              | 1950                   |                        |
| 20.                    | Kairo                  | Ägypten                | 2.493.514              | 1950                   |                        |

## Einzelbelege
1. ↑  Frank Kolb: Rom. Die Geschichte der Stadt in der Antike, München 1995, S. 453f
2. 1 2 3 4 5 6 7 8 9 10 11 12 13  Ian Morris: Social Development. Stanford Oktober 2010, S. 112 (archive.org [PDF; abgerufen am 16. März 2023]).
3. 1 2 3 4 5 6 7 8 9 10 11 12 13 14 15 16 17 18 19 20 21 22 23 24 25 26 27 28 29 30 31 32 33 34 35 36 37 38 39 40 41 42 43 44 45 46 47 48 49 50 51 52 53 54 55 56 57 58 59 60 61 62 63 64 65 66  George Modelski: World Cities: -3000 to 2000, Faros 2000, Washington 2003
4. 1 2 3 4 5 6 7 8 9 10 11 12 13 14 15 16 17 18 19 20 21 22 23 24 25 26 27 28 29 30 31 32 33 34 35 36 37 38 39 40 41 42 43 44 45 46 47 48 49 50 51 52 53 54 55 56 57 58 59 60 61 62 63 64 65 66 67 68 69  Tertius Chandler: Four Thousand Years of Urban Growth: An Historical Census. Lewiston, New York: Edwin Mellen Press 1987. ISBN 0-88946-207-0.
5. ↑  Manfred Clauss: Alexandria. Schicksale einer antiken Weltstadt. Klett-Cotta, Stuttgart 2003
6. 1 2 3  Jean-Claude Golvin: Metropolen der Antike, Theiss-Verlag, Stuttgart 2005
7. ↑  Frank Kolb: Die Stadt im Altertum, München 2005
8. ↑  John Noble Wilford: Mapping Ancient Civilization, in a Matter of Days. The New York Times, 10. Mai 2010.
9. ↑  Kathy Marks: Metropolis: Angkor, the world's first mega-city. In: The Independent. 15. August 2007, abgerufen am 20. März 2023.
10. ↑  Alfred Schinz: The Magic Square: History of Chinese City Planning, Axel Menges, Honolulu 1990
11. ↑  Buringh, Eltjo (2010). Medieval Manuscript Production in the Latin West. Brill Publishers. ISBN 978-90-04-17519-8
12. ↑  R. Panossian: The Armenians: From Kings and Priests to Merchants and Commissars. New York 2006, S. 60.
13. ↑  Susan Naquin: Peking Temples and City Life. 1400–1900. University of California Press, Berkeley 2000
14. 1 2 3 4  Jan de Vries: European Urbanization 1500–1800. Methuen and Co., London 1984.
15. ↑  Fernand Braudel: Capitalism and material life, 1400-1800. 1973.
16. ↑  Brian Mitchell: International Historical Statistics Europe 1750–1993. 4. Auflage. Macmillan Publishers, London 1998, ISBN 978-0-333-72690-7.
17. ↑  Tertius Chandler, Gerald Fox: 3000 Years of Urban Growth. Academic Press, New York / London 1973, ISBN 978-0-12-785109-9.
18. ↑  Marco van Leeuwen, Jim Oeppen: Reconstructing the Demographic Regime of Amsterdam 1681–1920. In: Economic and Social History in the Netherlands. vol. 5, 1993, S. 61–102.
19. ↑  Statistisches Jahrbuch der Stadt Wien (2021) S. 62. Abgerufen am 4. März 2022.
20. 1 2 3 4 5 6 7 8 9 10 11 12 13 14 15 16 17 18 19 20  World Urbanization Prospects - Population Division - United Nations. Abgerufen am 29. Oktober 2017.